# Immigration en Allemagne
Le graphique qui aurait dû être présenté ici ne peut pas être affiché car il utilise l'ancienne extension Graph, désactivée pour des questions de sécurité. Des indications pour créer un nouveau graphique avec la nouvelle extension Chart sont disponibles ici.

- OECD International Migration Database[1]

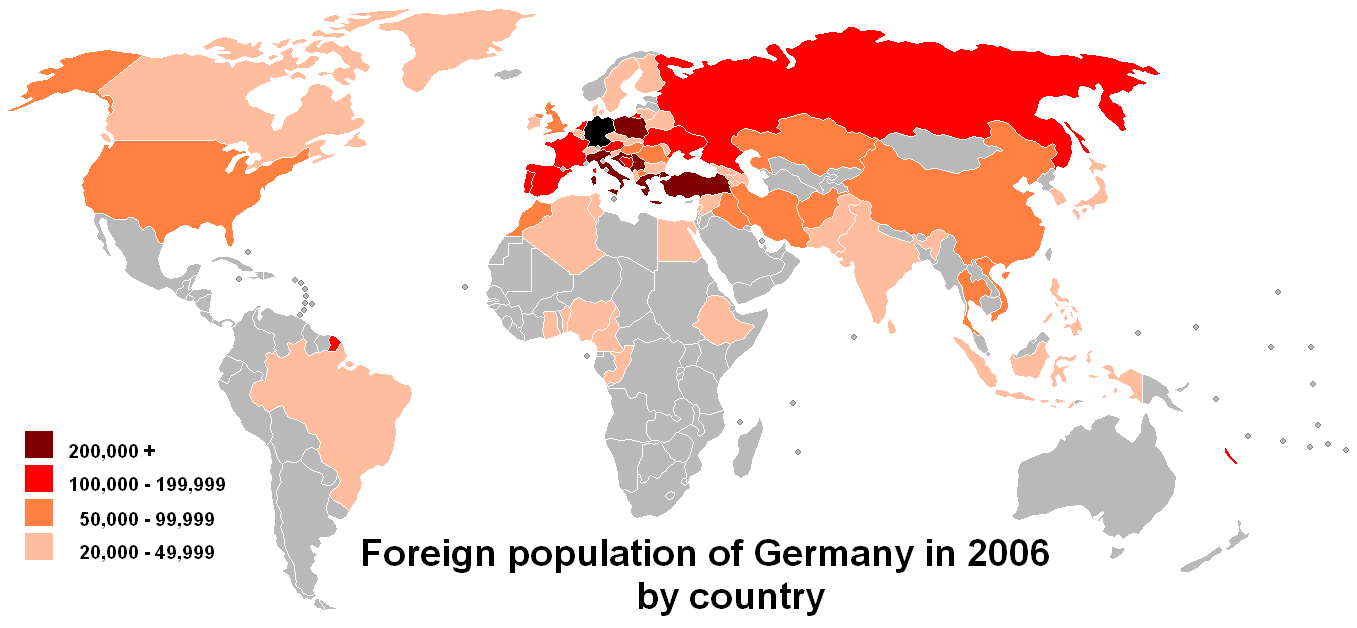
Pays d'origine de l'immigration en Allemagne (2006).

L'immigration en Allemagne est un phénomène démographique qui encadre l'histoire de l'Allemagne depuis les années 1950. Pays de fort dynamisme démographique durant les XVIIIe et XIXe siècles, l'Allemagne ne recourt à l'immigration de masse qu'à partir de la seconde moitié du XXe siècle. Principalement italienne et polonaise, l'immigration est également turque à partir des années 1960. Elle connaît une forte augmentation dans les années 2010.
Un Gastarbeiter (prononciation allemande: /ˈɡastʔaʁˌbaɪ̯tɐ/, ? Écouter [Fiche])) est un nom d'origine allemande pour désigner un travailleur immigré (littéralement : un travailleur invité). En 2014, les deux principaux pays de naissance des immigrés sont la Turquie et la Pologne.
En 2015, le solde migratoire (d'environ + 1 100 000 personnes) est un record dans l'histoire du pays.
Depuis les réformes de 2024, ceux qui veulent devenir Allemands doivent « s'engager à assumer cette responsabilité [...] particulière envers les juifs et l'État d'Israël » qui fait partie de « l'identité » du pays[réf. souhaitée].

## Histoire de l'immigration en République fédérale (1949-1990)

### Immigration de travail (1955-1973)
En 1955, un accord de main d'œuvre entre l'Allemagne de l'Ouest et l'Italie est signé. Il s'agit du premier accord bilatéral de ce type passé entre la RFA et un autre pays européen. L'immigration italienne se présentera sous une forme d'aller et retour, la grande majorité des migrants italiens hésitants à rester en RFA ou à retourner dans leur pays d'origine. C'est en 1965 que le nombre d'arrivées atteint son pic avec 273 960 personnes. En 1967, 20 % seulement des travailleurs italiens en RFA avaient reçu une formation professionnelle.
Le 30 octobre 1961 à Bonn, un autre accord bilatéral est signé, cette fois-ci avec la Turquie. Il prend fin en 1973 avec le premier choc pétrolier. L'Espagne signe également en 1960 un accord de recrutement avec l'industrie allemande. 500 000 Espagnols émigrèrent en RFA ; 80 % d'entre eux retournèrent en Espagne après la fin de cet accord.
Les immigrés turcs venus s'installer à cette période sont plutôt issus de régions rurales et occupent des postes peu qualifiés.
Entre 1962 et 1971, 3,2 % de la population yougoslave émigrent, notamment la population rurale, l'Allemagne de l'Ouest absorbe 61,2 % de cette immigration.
Des travailleurs en provenance du Maghreb et du Portugal sont également venues en RFA. En règle générale, le délai de séjour pour un travailleur étranger était de 2 ans[réf. nécessaire].

### Traité de Varsovie
En 1970, en pleine guerre froide, la RFA et la Pologne normalisent leurs relations, dans ce contexte les autorités ouest allemandes permettent aux citoyens polonais ayant déjà de la famille en république fédérale de s'y installer. 50 000 Polonais émigreront en Allemagne pour retrouver des proches.

### Regroupement familial
Dans les années 1970, la RFA autorisa aux épouses notamment turques accompagnées ou non de leurs enfants, de rejoindre leur conjoint en République fédérale d'Allemagne, on estime que depuis cette époque, un million d'enfants turcs sont nés sur le sol allemand.

### Immigration en Allemagne de l'Est
Durant son existence, la RDA recrute également des travailleurs étrangers, principalement en provenance du Viêt Nam et du Mozambique.
En 1975, le Mozambique accède à l'indépendance et devient un État communiste mais le pays vit une période de guerre civile. De jeunes Mozambicains acceptent alors de partir en RDA afin de suivre des études supérieures. À leur arrivée, cependant, on ne leur propose que des emplois d'ouvrier non qualifié. Cela est en réalité le résultat d'un marché secret entre les deux gouvernements : la RDA cherche une main-d'œuvre bon marché possédant une idéologie politique commune et le Mozambique a besoin d'argent. Les salaires des émigrés sont donc ponctionnés, officiellement afin de leur constituer une somme d'argent au moment de leur retour. Découvrant la société européenne, ils sont néanmoins victimes de racisme. Dans leur pays, ils sont surnommés « Madgermanes » (traduction de « Made in Germany »). Rapatriés après 1989, ils découvrent que les retenues sur salaire ne sont plus là et ont alimenté les caisses du parti au pouvoir. Cela donne lieu à des manifestations à Maputo.

## Immigration dans l'Allemagne réunifiée (depuis 1991)

### Chute du mur de Berlin et exode des populations de l'Est
La chute du mur de Berlin provoque une immigration massive des citoyens des républiques soviétiques, l'Allemagne réunifiée accueille pas loin de 3,3 millions d'immigrés. La grande majorité sont des Aussiedler, des descendants d'Allemands appelés par l'impératrice Catherine II dès 1763 à venir chercher un meilleur avenir en Russie. Entre 1924 et 1941 ces Allemands de Russie disposaient même d'une république autonome. À la chute du socialisme, beaucoup décident de revenir dans la patrie de leurs ancêtres, mais une partie de ces rapatriés ne parlant plus allemand et ne maîtrisant pas les codes de la société allemande connaîtront une intégration difficile.

### Une décennie 2010-2019 marquée par une immigration en provenance d'Europe centrale et du Sud
Le 1er mai 2011, l'Allemagne a ouvert son marché du travail aux citoyens des huit nouveaux états membres de l'UE entrés dans la communauté en 2004 qui sont la  Pologne, la Tchéquie, la Slovénie, la Slovaquie, la Lettonie, la Lituanie, l'Estonie et la Hongrie ce qui a eu pour conséquence une intensification des flux migratoires en provenance de ces pays. Durant la période 2011 - 2019, les Polonais présents sur le sol allemand ont connu une augmentation de leur effectif de 80 %, les Hongrois de 160 %[réf. souhaitée].
En butte au chômage de masse, les citoyens de l'Espagne, de l'Italie, du Portugal, et de Grèce se sont rendus davantage en Allemagne durant cette décennie pour fuir la crise.
D'ailleurs, comme dans les années 1960, Berlin avait conclu un accord de main d'œuvre avec les pays du Sud dont notamment l'Espagne,. Durant la période 2011-2019 la population espagnole présente en république fédérale avait augmenté de 60%, la population italienne et grecque avait connu un accroissement respectif de l'ordre de 25% et 30%.
Le 1er janvier 2014, les citoyens roumains et bulgares ont obtenu le droit de travailler librement dans toute l'Union européenne. Durant cette même année la Roumanie et la Bulgarie sont à eux deux la première zone géographique d'où provienne les migrants,.
Durant la période 2011 - 2019 la population roumaine présente en Allemagne a augmenté d'environ 370 %, la population bulgare de 280 %[réf. souhaitée].
Depuis le 1er juillet 2015 les Croates peuvent librement se rendre en Allemagne pour y travailler ou y étudier sans aucune contrainte. Entre 2011 et 2019 le nombre des citoyens croates présents sur le sol allemand a pratiquement doublé[réf. souhaitée].

### Crise des réfugiés de 2015 et 2016
En 2015, la fuite des réfugiés fuyant la guerre au Moyen-Orient vers l'Allemagne, prend une nouvelle ampleur. Durant le seul mois d'août, la république fédérale reçoit 104 460 demandes d'asile.
Lors de la première semaine de septembre, des milliers de réfugiés fuyant les conflits au Moyen-Orient en majorité des Syriens, sont bloqués en Hongrie. L'Allemagne, avec l'aide de l'Autriche, décide d'accueillir cette population. Pour le seul week-end du 5 et 6 septembre, 18 000 migrants arrivent en Allemagne, en majorité par Munich, jamais le pays n'avait enregistré une telle arrivée en seulement deux jours. Les gares se sont organisées en centre d'accueil, des bénévoles apportant de la nourriture et des vêtements notamment. Les médias allemands font le parallèle entre ce week-end du 5 et 6 septembre et la soirée de la chute du mur de Berlin qui avait entrainé la réunification, et par la suite une arrivée massive de réfugiés dans le pays. Le lendemain la chancelière allemande dira à la presse « l'afflux de migrants va changer l'Allemagne ».
Le samedi 12 septembre, 12 000 réfugiés arrivent à Munich, la capitale bavaroise annonce qu'elle ne peut plus faire face à un tel afflux. Une meilleure répartition des migrants sur le territoire est envisagée, le stade de Munich des jeux olympiques de 1972 est pensé comme une solution pour accroître la capacité d'accueil.
Le 13 septembre, l'Allemagne annonce qu'elle suspend les accords de Schengen pour pouvoir contrôler le flux de réfugiés. Elle renforce les contrôles à la frontière autrichienne notamment.
Ce renforcement des contrôles ne change cependant rien au principe du statut des réfugiés dans le pays, les demandes d'asile sont toujours acceptées. Pour le seul mois de septembre 280 000 réfugiés arrivent en Allemagne, soit en un mois plus que durant toute l'année 2014. En ce qui concerne les demandes d'asile enregistrées durant les 9 premiers mois de 2015, de début janvier à fin septembre, elles sont de 577 307. 197 843 Syriens, 66 311 Albanais, 51 643 Afghans, 46 790 Irakiens, 32 258 Kosovars. Finalement, le pays enregistrera 1,1 million demandes d'asile sur toute l'année 2015. Sur ce chiffre total, environ 325 000 sont des enfants en âge d'être scolarisé, le pays tente de s'organiser en ouvrant des « Wilkommensklasse ». La ville de Berlin en comptait 639 fin 2015.
Selon les autorités, environ 2 000 réfugiés par jour continuent d'arriver durant le mois de janvier 2016. Pour tenter de diminuer l'afflux de réfugiés, Berlin décide fin janvier 2016 de durcir les conditions de l'octroi de l'asile, les Syriens verront notamment leur dossier et demande davantage étudié. Durant le mois de janvier 2016, 92 000 nouveaux réfugiés sont enregistrés. Semblant poursuivre sur le même rythme le flux des réfugiés se tari fortement à partir du mois de mars, dut notamment à la fermeture de la frontière gréco-macédonienne qui coupe la route des Balkans, principal canaux pour se rendre en Allemagne.
Au début de l'année 2016 encore 500 000 réfugiés ne seraient toujours pas enregistrés officiellement, certains par peur de voir leur demande rejetée.
Un accord signé entre l'UE et la Turquie, prévoit que chaque migrant entré illégalement en Grèce, soit renvoyé en Turquie ; en échange, les pays de l'UE dont notamment l'Allemagne, acceptent de prendre en charge un nombre contingenté de réfugiés syriens.
Le 4 avril 2016 les premiers réfugiés en provenance d'Istanbul atterrissent à Hanovre, ce sont les premiers réfugiés à venir sur le sol allemand dans le cadre de cet accord.
À partir de 2018, les autorités allemandes autorisent 390 000 Syriens à pouvoir prétendre à faire venir leur famille dans le pays.[réf. nécessaire]

### Nombre de réfugiés arrivés en 2015
| Pays d'origine | Nombre    |
| -------------- | --------- |
| Syrie          | 428 468   |
| Afghanistan    | 154 046   |
| Irak           | 121 662   |
| Albanie        | 69 426    |
| Kosovo         | 33 049    |
| Total          | 1 091 894 |

### Après la crise des réfugiés de 2015 et 2016
À la fin de 2017, 1,7 million d'étrangers étaient enregistrés en République fédérale, soit 5% de plus que l'année précédente. Parmi les demandeurs d'asile déboutés, la grande majorité peut rester dans le pays pour le moment. Ainsi, selon la Neue Zürcher Zeitung, quatre demandeurs d'asile rejetés sur cinq sont tolérés dans le pays.
En 2018, selon un document du ministère des Finances, l'Allemagne a dépensé un montant record de 23 milliards d’euros pour aider à intégrer plus d'un million de réfugiés et lutter contre les causes profondes de la migration à l'étranger. Cela représente une augmentation de près de 11 % sur les 20,8 milliards d'euros que l'Allemagne a dépensés l'année précédente.
En 17 avril 2019, le gouvernement allemand adopte, quatre nouveaux projets de loi sur l'immigration. Deux d'entre eux ont pour but de faciliter l'intégration de réfugiés. La « loi sur le retour ordonné », a elle pour but de faciliter les expulsions des migrants (en général des demandeurs d’asile déboutés) qui n'ont plus de titre de séjour vers leur pays d’origine.
En septembre 2023, l'Allemagne renforce ses contrôles aux frontières avec la Pologne et la République tchèque : depuis le début de l'année, plus de 70 000 entrées ont été enregistrées, ce qui représente une augmentation de près de 60 % par rapport à la même période en 2022. Les demandes d'asile ont augmenté de 77 % par rapport à 2022 (204 000 contre 115 000) selon les statistiques officielles.
En tout pour 2023, les demandes d'asile augmentent de plus de 50 %. Selon les chiffres officiels, 329 120 premières demandes d'asile ont été enregistrées cette année. L'Allemagne est une destination privilégiée de migrants en provenance de Syrie, de Turquie et d'Afghanistan notamment.

## L'accès des étrangers à la nationalité allemande et la population d'origine immigrée

### Du droit du sang au droit du sol
Depuis 1913, le code de la nationalité allemande était régi par le droit du sang uniquement, être né de parents allemands ou de père ou de mère allemande pour pouvoir jouir de la nationalité allemande et ceci indépendamment de son lieu de naissance.
Au 1er janvier 2000, ce code fut modifié avec l'entrée en vigueur d'une dose de droit du sol sous conditions :
- Un étranger peut obtenir la nationalité allemande si ce dernier vit depuis huit ans dans le pays, avec un titre de séjour s'il ou elle est originaire d'un pays hors UE ou AELE ;
- Un enfant né sur le sol allemand peut obtenir la nationalité allemande si l'un des deux parents réside en Allemagne depuis au moins huit ans, a une autorisation de séjour illimitée ou bénéficie de la libre-circulation en Union européenne (comme tout citoyen ou membre de la famille d'un citoyen de l'Union européenne)[43].

### 2014, la double nationalité
Une nouvelle loi votée au parlement allemand, 463 voix pour 111 contre, permet depuis l'été 2014 à un étranger originaire d'un pays tiers à l'UE et l'AELE d'obtenir deux passeports. Suivant deux conditions majeures :
- avoir étudié au moins 6 ans en Allemagne ;
- ou y avoir vécu au moins 8 ans[44].

### 2022, nouveau projet de loi
En novembre 2022, Nancy Faeser, ministre de l'Intérieur, annonce un futur projet de loi pour simplifier les procédures de naturalisation. Le projet porté par la SPD et les Verts prévoit de réduire de huit à cinq ans le délai au-delà duquel les étrangers résidant légalement en Allemagne pourront être naturalisés. Ils pourront en outre cumuler deux nationalités, alors que l’interdiction de cumul de principe prévalait jusqu’ici. L’annonce est accueillie avec le plus grand froid par le parti libéral FDP, membre de la coalition gouvernementale, jugeant que « ce n'est pas le moment alors qu'il n'y a eu aucun progrès en matière de lutte contre l'immigration clandestine ».
En 2022, l'Allemagne affiche un taux de naturalisation de 1 % des étrangers résidant dans le pays avec quelque 110 000 personnes naturalisées par an.

### Réforme de 2024
En vertu des modifications apportées à la loi sur la citoyenneté du pays, les personnes demandant la naturalisation en Allemagne devront désormais affirmer le droit d'Israël à exister,.
« L'Allemagne a une responsabilité particulière envers les Juifs et l'État d'Israël après l'Holocauste, crime contre l'humanité qu'elle a commis », a souligné la ministre de l'Intérieur Nancy Faeser. Ceux qui veulent devenir Allemands doivent savoir « ce que cela signifie et s'engager à assumer cette responsabilité de l'Allemagne », qui fait partie de « l'identité » du pays.

### Population d'origine immigrée en 2013
Personnes nées à l’étranger ayant immigré en République fédérale après 1949, ou nées en Allemagne avec une nationalité étrangère, Allemands ou étrangers ayant au moins un parent qui se trouve dans l’un des deux cas précédents.
| Personnes issues de l'immigration               | 15 913 000 |
| ----------------------------------------------- | ---------- |
| De nationalité étrangère Turquie Pologne Russie | 6 827 000  |
| De nationalité allemande Allemagne              | 9 086 000  |

Ce tableau récapitule les régions géographiques dont sont issues les personnes d'origine immigrée, étrangers ou de nationalité allemande.
| Continent ou Pays        | Nombre de personnes |
| ------------------------ | ------------------- |
| Europe                   | 11 151 000          |
| Union européenne         | 5 490 000           |
| Turquie                  | 2 793 000           |
| Pologne                  | 1 535 000           |
| Russie                   | 1 186 000           |
| Italie                   | 783 000             |
| Grèce                    | 381 000             |
| Croatie                  | 349 000             |
| Kosovo Serbie Monténégro | 280 000             |
| Ukraine                  | 247 000             |
| Bosnie-Herzégovine       | 230 000             |
| Asie Océanie             | 2 563 000           |
| Afrique                  | 553 000             |
| Amérique                 | 390 000             |

### Composante de l'immigration dans la population allemande
En 2013, on estimait que 20,5 % de la population était d'origine étrangère, soit 16,5 millions de personnes, 9,7 millions de nationalité allemande et 6,8 millions de nationalité étrangère. La ville-état de Hambourg affiche le plus fort taux de population d'origine immigrée avec une proportion qui atteint 28,9 %. Les landers de l'ex RDA ont une population étrangère beaucoup plus faible avec seulement 3,4 % des étrangers qui sont recensés sur cette partie du territoire, et concentré à 97 % dans la capitale Berlin. Pour les Allemands d'origine étrangère, si on prend en compte leur nationalité d'origine ou celle de leurs parents, 13 % sont d'origine turque, 11 % polonais, et 9 % russe.

### Allemands d'origine étrangère célèbres

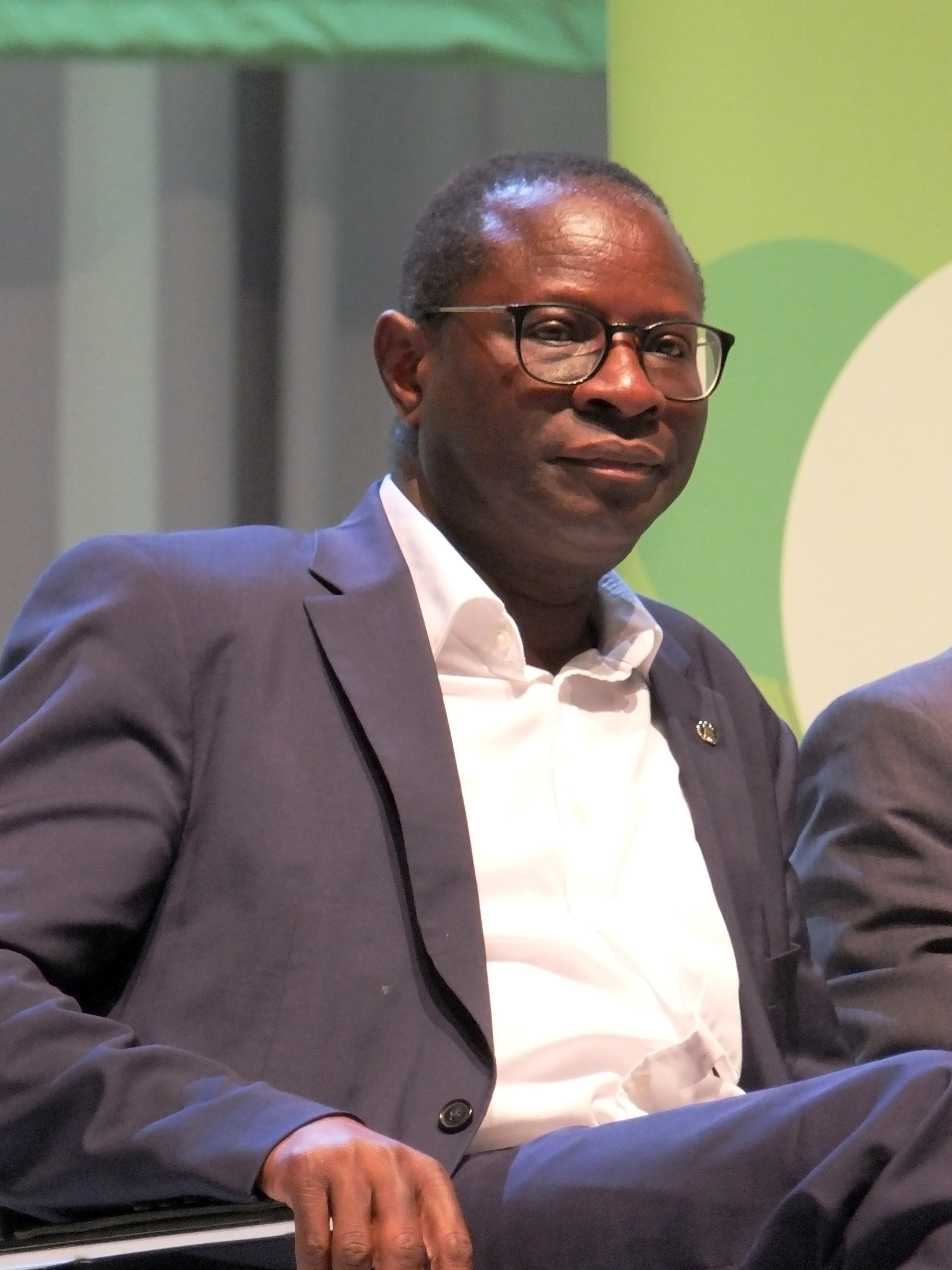
Karamba Diaby né au Sénégal à Marsassoum est un homme politique allemand (Parti social-démocrate d'Allemagne), premier député noir à faire son entrée au Bundestag en 2013.

Raphael Holzdeppe est devenu le premier athlète noir du saut à la perche à devenir champion du monde dans cette discipline, il est de nationalité allemande.
Fatih Akın est un producteur scénariste allemand d'origine turque.

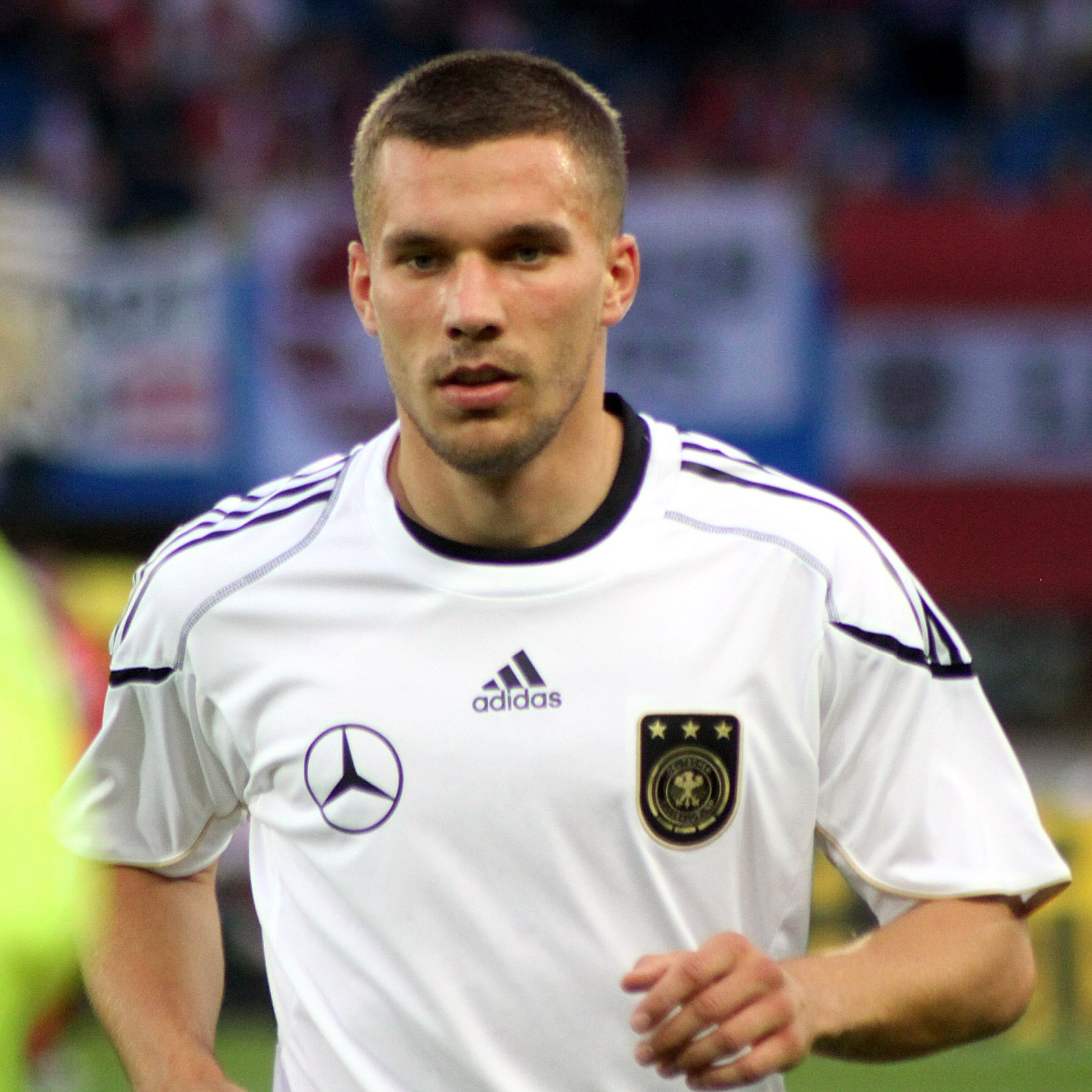
Le footballeur Lukas Podolski est né en Pologne en 1985, il immigre avec ses parents en République fédérale et obtient plus tard la nationalité allemande qui lui permettra de jouer sous les couleurs allemande.

L'équipe d'Allemagne de football 2014 championne du monde au Brésil comptait six joueurs nés de parents étrangers, Jérôme Boateng, Mesut Özil, Lukas Podolski, Shkodran Mustafi, Miroslav Klose (également meilleur buteur de l'histoire de la sélection), et Sami Khedira.
Cem Özdemir est un dirigeant politique de l'Alliance 90 / Les Verts.
Lou Bega est un chanteur allemand d'origine sicilienne par sa mère et ougandais par son père.

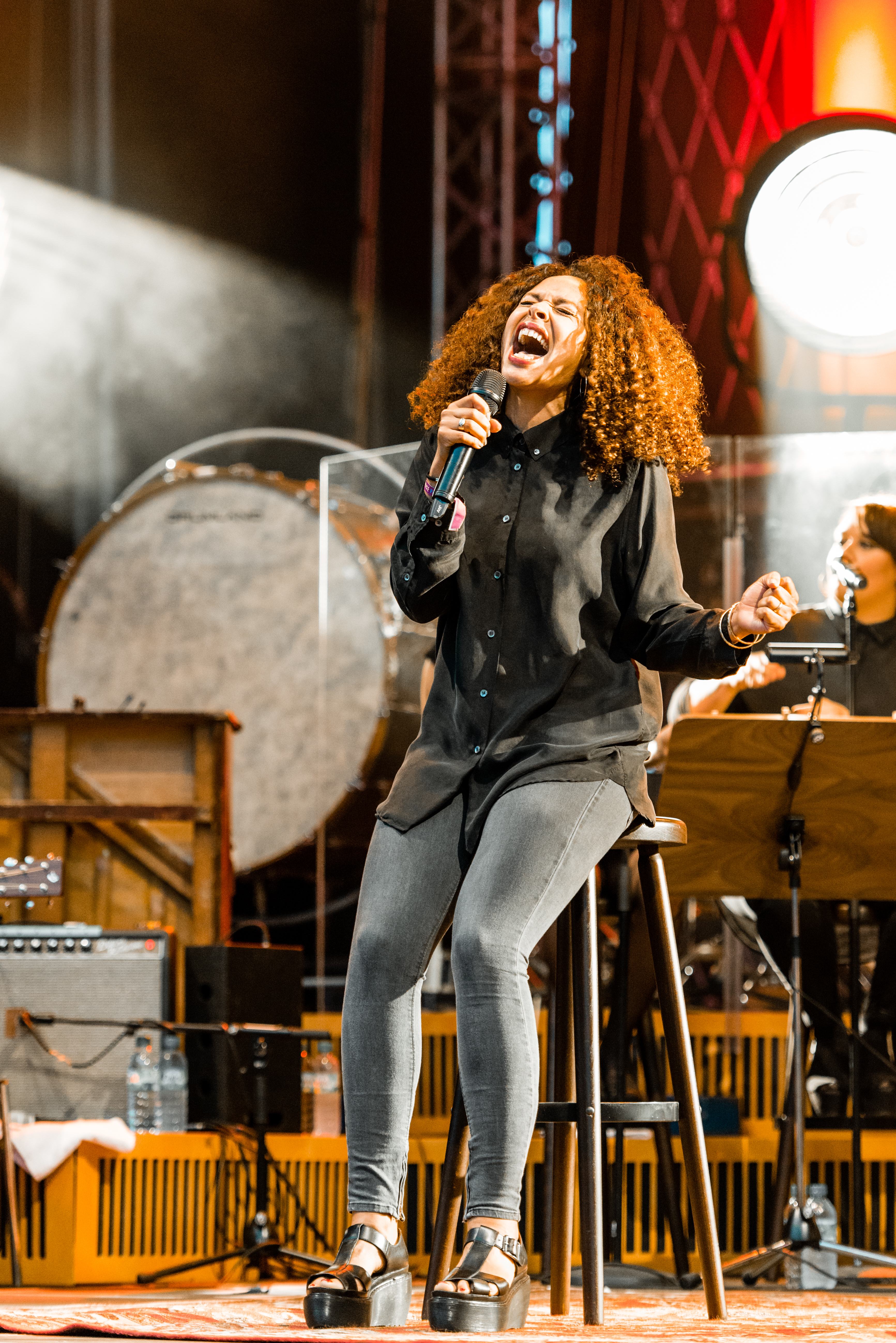
Joy Denalane est une chanteuse allemande né d'un père sud-africain.

### Minorités religieuses
En 2010, les musulmans, avec 4 760 000 individus, formaient la première minorité religieuse, soit 5,8 % de la population. Le judaïsme représentait lui 0,1 % de la population, tout comme l'hindouisme.

## Incitations gouvernementales pour favoriser l'immigration

### L'immigration un enjeu démographique
Avec un taux de natalité qui a chuté depuis 1972, l'Allemagne est confrontée à un vieillissement et un déclin démographique. Certaines projections montrent que sans apport migratoire le pays qui comptait 80 millions d'habitants en 2010 ne pourrait en faire que 60 millions en 2060 et 50 millions en 2080. Les plus de 65 ans représenteraient en 2060 1/3 de la population.
Pour lutter contre ce déclin, les autorités comptent en partie sur l'immigration, une meilleure reconnaissance des diplômes et des qualifications pour les étrangers a été voté en 2013. Pour les étrangers hors Union européenne une carte bleue a été instaurée, et le revenu par an exigé abaissé à 33 000 euros. Cependant certains[Qui ?] estiment que ce n'est pas suffisant, surtout que l'immigration intra européenne ne semble pas pérenne. Le SPD notamment plaide pour encore plus d'ouverture à l'immigration
Pour 2015, le magazine allemand Stern révèle que le solde migratoire pourrait dépasser 1 million de personnes ; l'Allemagne deviendrait ainsi le premier pays industrialisé enregistrant le plus fort taux d'immigration, dépassant en nombre de migrants les États-Unis d'Amérique. Le ministre de l'Intérieur Thomas de Maizière déclare le mercredi 6 janvier 2016 que l'Allemagne a enregistré en 2015 le plus grand afflux de migrants depuis 1950.

### Le projet make it in Germany
« Make it in Germany » est une plateforme accessible sur internet en allemand et anglais. Le but est de susciter l'intérêt des travailleurs et étudiants étrangers pour s'installer en Allemagne. Durant l'année 2013, le site atteint un million de visiteurs. 80 % des visites sur le site se sont faites hors Allemagne. L'Italie, l'Indonésie, le Portugal, le Viêt Nam, l'Inde, l'Espagne, et la Russie sont les principaux pays d'où ont été effectués les visites.
En 2015 le site atteint 10 millions de visiteurs avec une nouvelle accessibilité en français et espagnol.

### La Blue Card
Introduite le 1er août 2012, la « Blue Card » est destinée aux travailleurs hors Union européenne hautement qualifiés (informaticiens, ingénieurs, etc.), pour s'installer en Allemagne.
| 2012  | 2013   | 2014   | 2015   | 2016   | 2017   |
| ----- | ------ | ------ | ------ | ------ | ------ |
| 4 018 | 11 290 | 11 848 | 14 468 | 17 362 | 21 727 |

| Pays               | %    |
| ------------------ | ---- |
| Inde               | 20,8 |
| Chine              | 8,3  |
| Russie             | 8,3  |
| Ukraine            | 5,9  |
| Républiques arabes | 4,2  |
| Autres             | 52,6 |

### Contrôle aux frontières
En septembre 2024, le gouvernement d'Olaf Scholz annonce l'instauration de contrôles à l’ensemble de ses frontières pour renforcer la lutte contre l’immigration illégale, redevenue un sujet politique majeur. « Nous continuons d’appliquer notre ligne dure contre l’immigration irrégulière » déclare la ministre de l’Intérieur Nancy Faeser, évoquant ces nouvelles mesures.
En février 2025, Olaf Scholz annonce que les contrôles temporaires aux frontières allemandes, mis en place en septembre 2024 pour lutter contre l’immigration illégale, vont être prolongés de six mois.

## Données et chiffres

### Évolution du nombre d'étrangers
Depuis 1970, le nombre d'étrangers en Allemagne n'a cessé d'augmenter, accroissant ainsi le nombre d'habitants du pays .
| Année | Situation            | Population totale | Étrangers |
| ----- | -------------------- | ----------------- | --------- |
| 1970  | Allemagne de l'Ouest | 56 174 800        | 2 600 600 |
| 1975  | Allemagne de l'Ouest | 61 644 600        | 4 089 600 |
| 1989  | Allemagne de l'Ouest | 62 679 000        | 4 845 900 |
| 2015  | Allemagne            | 82 175 700        | 9 107 893 |

En 2015, 4 873 294 étrangers étaient des hommes, 4 234 599 des femmes.

### Immigration en chiffres
| Pays ou continent | 2010      | 2011      | 2012      | 2013      | 2014      | 2015        | 2016      | 2017      | 2018      |
| ----------------- | --------- | --------- | --------- | --------- | --------- | ----------- | --------- | --------- | --------- |
| Europe            | + 91 793  | + 213 632 | + 293 202 | + 332 090 | + 367 913 | + 457 405   | + 62 193  | + 303 172 | + 277 055 |
| Union européenne  | + 87 175  | + 190 738 | + 259 554 | + 300 716 | + 339 309 | + 382 449   | + 76 688  | + 239 790 | ???????   |
| Roumanie          | + 25 717  | + 36 149  | + 45 812  | + 50 342  | + 75 132  | + 86 274    | + 60 089  | + 68 179  | + 62 373  |
| Pologne           | + 22 624  | + 66 181  | + 69 900  | + 72 938  | + 59 228  | + 63 279    | + 26 874  | + 33 424  | + 19 168  |
| Italie            | + 2 920   | + 9 706   | + 21 716  | + 32 862  | + 37 057  | + 35 870    | + 14 908  | + 24 249  | + 23 534  |
| Bulgarie          | + 15 602  | + 22 190  | + 25 121  | + 21 769  | + 33 299  | + 37 850    | + 27 097  | + 29 026  | + 25 090  |
| Croatie           | + 1 064   | - 492     | + 1 063   | + 12 499  | + 26 913  | + 36 727    | + 34 635  | + 29 095  | + 25 126  |
| Espagne           | + 5 472   | + 12 133  | + 20 539  | + 23 993  | + 16 940  | + 11 255    | + 5 188   | + 5 021   | + 4 774   |
| Hongrie           | + 8 685   | + 16 982  | + 26 208  | + 24 312  | + 16 256  | + 18 197    | + 9 328   | + 9 290   | + 4 529   |
| Serbie            | + 3 548   | + 540     | + 4 635   | + 6 930   | + 15 604  | + 8 242     | - 9 858   | + 6 973   | + 9 981   |
| Grèce             | + 1 076   | + 14 005  | + 22 923  | + 20 623  | + 14 466  | + 15 519    | + 8 842   | + 13 171  | + 11 451  |
| Asie              | + 28 716  | + 46 803  | + 55 420  | + 69 918  | + 134 754 | + 577 481   | + 315 009 | + 142 790 | + 118 686 |
| Syrie             | + 2 099   | + 3 805   | + 7 891   | + 16 966  | + 62 173  | + 316 732   | + 145 823 | + 49 123  | ???????   |
| Afghanistan       | + 5 893   | + 7 782   | + 6 523   | + 7 214   | + 10 578  | + 89 931    | + 56 062  | + 7 019   | + 6 698   |
| Chine             | + 1 688   | + 4 449   | + 6 688   | + 7 126   | + 8 898   | + 10 315    | + 9 385   | + 10 462  | ????????  |
| Inde              | + 2 833   | + 4 889   | + 6 212   | + 6 470   | + 8 538   | + 10 214    | + 10 497  | + 11 870  | + 15 023  |
| Pakistan          | + 1 510   | + 3 488   | + 4 067   | + 5 013   | + 5 958   | + 21 581    | + 2 680   | + 4 339   | ????????  |
| Afrique           | + 8 916   | + 10 603  | + 13 614  | + 30 500  | + 47 878  | + 82 520    | + 43 781  | + 28 310  | + 28 767  |
| Somalie           | + 2 031   | + 390     | + 730     | + 3 598   | + 5 189   | + 7 990     | + 4 479   | + 3 570   | + 2 602   |
| Nigeria           | + 766     | + 751     | + 503     | + 1 632   | + 3 855   | + 8 989     | + 6 699   | + 6 457   | + 8 124   |
| Égypte            | + 349     | + 696     | + 1 362   | + 3 806   | + 2 839   | + 4 142     | + 3 836   | + 3 226   | + 3 263   |
| Tunisie           | + 415     | + 1 085   | + 1 419   | + 1 996   | + 2 621   | + 2 968     | + 2 355   | + 2 336   | + 2 117   |
| Maroc             | + 868     | + 1 445   | + 1 642   | + 2 205   | + 2 361   | + 5 948     | + 2 052   | + 316     | + 1 593   |
| Amérique          | + 274     | + 7 489   | + 7 585   | + 5 885   | + 7 101   | + 8 229     | + 11 415  | + 20 907  | + 21 235  |
| Brésil            | + 864     | + 1 719   | + 1 587   | + 1 958   | + 3 178   | + 2 217     | + 2 011   | + 5 762   | + 6 151   |
| Océanie           | + 1 027   | - 42      | - 156     | - 27      | - 335     | + 192       | + 1 069   | +307      | + 371     |
| Total             | + 127 677 | + 279 330 | + 368 944 | + 437 303 | + 550 483 | + 1 139 407 | + 499 944 | + 416 080 | + 399 680 |

| Syrie       | + 248 360 |
| Roumanie    | + 97 375  |
| Pologne     | + 66 810  |
| Afghanistan | + 56 069  |
| Irak        | + 47 668  |
| Albanie     | + 45 594  |
| Bulgarie    | + 43 663  |
| Croatie     | + 34 548  |
| Kosovo      | + 23 951  |
| Italie      | + 21 597  |

De 2011 à 2014, le nombre de Bulgares présents sur le territoire allemand a augmenté de 80 % ; sur la même période 620 000 citoyens membres de l'Union européenne (dont 55 000 Italiens) se sont installés dans le pays.

### Solde migratoire par décennie
(en additionnant les données fournies par an par Destatis)
| Décennie         | Années 1950 | Années 1960 | Années 1970 | Années 1980 | Années 1990 | Années 2000 | Années 2010 |
| Solde migratoire | - 4 533     | + 2 017 727 | + 1 562 815 | + 1 459 185 | + 3 866 429 | + 961 450   | + 4 490 749 |
| ---------------- | ----------- | ----------- | ----------- | ----------- | ----------- | ----------- | ----------- |

Dans les années 1960, le solde migratoire positif est dû à l'arrivée des travailleurs dits « invités » principalement turcs et yougoslaves. Dans les années 1970 et 80, le solde migratoire reste positif sans doute avec le regroupement familial et le coup d'état en Turquie de 1980 qui pousse les opposants au régime à demander l'asile en RFA. La décennie 1990 voit un solde migratoire élevé dû à l'exode des citoyens des anciennes républiques soviétiques, et l'arrivée de demandeurs d'asile en provenance des territoires de l'ex Yougoslavie. Au cours des années 2000, bien que positif, le solde migratoire se tasse dû à la crise de 2008 et à des lois plus restrictives. Durant les années 2010, le solde migratoire allemand a été très élevé du fait de la venue des citoyens du sud de l'Europe qui fuient le chômage, la possibilité désormais aux personnes des huit nouveaux pays entrés dans l'Union européenne en 2004 notamment de Pologne et de Hongrie de travailler librement en Allemagne. Les demandes d'asile venues notamment de Syrie ont contribué aussi à cet accroissement.
| Le graphique qui aurait dû être présenté ici ne peut pas être affiché car il utilise l'ancienne extension Graph, désactivée pour des questions de sécurité. Des indications pour créer un nouveau graphique avec la nouvelle extension Chart sont disponibles ici . |
| Source Eurostat |

### Immigration dans la dynamique démographique
La natalité ayant chuté depuis les années 1970 en Allemagne, l'immigration est depuis 1972 (lorsque le solde naturel est devenu négatif) le premier facteur de la dynamique démographique allemande, voici un tableau qui résume depuis 2000 la variation de la population en Allemagne en incluant les données solde naturel (naissances - décès) et solde migratoire (immigrants-émigrants) fournis par Destatis (l'office officiel des statistiques)
| Année | Solde naturel | Solde migratoire | Variation population | population totale | Année | Solde naturel | Solde migratoire | Variation population | Population totale |
| ----- | ------------- | ---------------- | -------------------- | ----------------- | ----- | ------------- | ---------------- | -------------------- | ----------------- |
| 2000  | - 71 798      | + 167 120        | + 95 322             | 80 783 313        | 2016  | - 118 405     | + 497 964        | + 379 559            | 82 495 929        |
| 2001  | - 94 066      | + 272 723        | + 178 657            | 80 961 970        | 2017  | - 147 286     | + 405 020        | + 257 734            | 82 753 663        |
| 2002  | - 122 436     | + 219 288        | + 96 852             | 81 058 822        | 2018  | - 167 354     | + 399 680        | + 232 326            | 82 985 989        |
| 2003  | - 147 225     | + 142 645        | - 4 580              | 81 054 242        | Total | - 2 740 153   | + 4 753 539      | + 2 202 676          |                   |
| 2004  | - 112 649     | + 82 543         | - 30 106             | 81 024 136        |       |               |                  |                      |                   |
| 2005  | - 144 432     | + 78 953         | - 65 479             | 80 958 657        |       |               |                  |                      |                   |
| 2006  | - 148 903     | + 22 791         | - 126 112            | 80 832 545        |       |               |                  |                      |                   |
| 2007  | - 142 293     | + 43 912         | - 98 381             | 80 734 164        |       |               |                  |                      |                   |
| 2008  | - 161 925     | - 55 743         | - 217 668            | 80 516 496        |       |               |                  |                      |                   |
| 2009  | - 189 418     | - 12 782         | - 202 200            | 80 314 296        |       |               |                  |                      |                   |
| 2010  | - 180 821     | + 127 677        | - 53 144             | 80 261 152        |       |               |                  |                      |                   |
| 2011  | - 189 643     | + 279 330        | + 89 687             | 80 350 839        |       |               |                  |                      |                   |
| 2012  | - 196 038     | + 368 945        | + 172 907            | 80 523 746        |       |               |                  |                      |                   |
| 2013  | - 211 731     | + 428 607        | + 216 876            | 80 767 500        |       |               |                  |                      |                   |
| 2014  | - 153 407     | + 550 483        | + 397 076            | 81 164 576        |       |               |                  |                      |                   |
| 2015  | - 187 609     | + 1 139 403      | + 951 794            | 82 116 370        |       |               |                  |                      |                   |

### Solde migratoire des Allemands et des étrangers depuis 1991
| Année | Allemands | étrangers   | Année | Allemands | étrangers   |
| ----- | --------- | ----------- | ----- | --------- | ----------- |
| 1991  | + 174 718 | + 427 805   | 2016  | -136 843  | + 634 807   |
| 1992  | + 185 679 | + 596 392   | 2017  | - 87 159  | + 492 179   |
| 1993  | + 182 908 | + 279 188   | 2018  | - 60 320  | + 460 000   |
| 1994  | + 166 757 | + 148 241   | 2019  | - 77 193  | + 371 274   |
| 1995  | + 172 675 | + 225 260   | Total | + 868 853 | + 7 768 374 |
| 1996  | + 133 307 | + 148 890   |       |           |             |
| 1997  | + 115 432 | - 21 768    |       |           |             |
| 1998  | + 80 553  | - 33 455    |       |           |             |
| 1999  | + 83 740  | + 118 235   |       |           |             |
| 2000  | + 80 665  | + 86 455    |       |           |             |
| 2001  | + 84 451  | + 188 272   |       |           |             |
| 2002  | + 66 519  | + 152 769   |       |           |             |
| 2003  | + 39 949  | + 102 696   |       |           |             |
| 2004  | + 27 326  | + 55 217    |       |           |             |
| 2005  | - 16 764  | + 95 717    |       |           |             |
| 2006  | - 51 902  | + 74 693    |       |           |             |
| 2007  | - 55 091  | + 99 033    |       |           |             |
| 2008  | - 66 428  | + 10 685    |       |           |             |
| 2009  | - 40 288  | + 27 506    |       |           |             |
| 2010  | - 26 248  | + 153 925   |       |           |             |
| 2011  | - 23 528  | + 302 858   |       |           |             |
| 2012  | - 18 204  | + 387 149   |       |           |             |
| 2013  | - 21 857  | + 450 464   |       |           |             |
| 2014  | - 26 441  | + 576 924   |       |           |             |
| 2015  | - 17 560  | + 1 156 963 |       |           |             |

### Population étrangère en Allemagne
| Pays origine                                                  | Population étrangère en Allemagne | Population étrangère en Allemagne | Population étrangère en Allemagne | Population étrangère en Allemagne | Population étrangère en Allemagne | Population étrangère en Allemagne | Population étrangère en Allemagne | Population étrangère en Allemagne | Population étrangère en Allemagne | Population étrangère en Allemagne | Population étrangère en Allemagne | Population étrangère en Allemagne |
| Pays origine                                                  | 2011                              | 2014                              | 2015                              | 2016                              | 2017                              | 2018                              | 2019                              | 2020                              | 2021                              | 2022                              | 2023                              | 2024                              |
| ------------------------------------------------------------- | --------------------------------- | --------------------------------- | --------------------------------- | --------------------------------- | --------------------------------- | --------------------------------- | --------------------------------- | --------------------------------- | --------------------------------- | --------------------------------- | --------------------------------- | --------------------------------- |
| Total étrangers                                               | 6.930.896                         | 8.152.968                         | 9.107.893                         | 10.039.080                        | 10.623.740                        | 10.915.455                        | 11.228.300                        | 11.432.460                        | 11.817.790                        | 13.383.910                        | 13.895.865                        | 14.061.640                        |
| Turquie                                                       | 1.607.160                         | 1.527.118                         | 1.506.113                         | 1.492.580                         | 1.483.515                         | 1.476.410                         | 1.472.390                         | 1.461.910                         | 1.458.360                         | 1.487.110                         | 1.548.095                         | 1.544.480                         |
| Ukraine                                                       | 123.300                           | 127.942                           | 133.774                           | 136.340                           | 138.045                           | 141.350                           | 143.545                           | 145.515                           | 155.310                           | 1.164.200                         | 1.239.705                         | 1.344.005                         |
| Syrie                                                         | 32.878                            | 118.196                           | 366.556                           | 637.845                           | 698.950                           | 745.645                           | 789.465                           | 818.460                           | 867.585                           | 923.805                           | 972.460                           | 975.060                           |
| Roumanie                                                      | 159.222                           | 355.343                           | 452.718                           | 533.660                           | 622.780                           | 696.275                           | 748.225                           | 799.180                           | 844.535                           | 883.670                           | 909.795                           | 909.755                           |
| Pologne                                                       | 468.481                           | 674.152                           | 740.962                           | 783.085                           | 866.855                           | 860.145                           | 862.535                           | 866.690                           | 870.995                           | 880.780                           | 887.715                           | 864.980                           |
| Italie                                                        | 520.159                           | 574.530                           | 596.127                           | 611.450                           | 643.065                           | 643.530                           | 646.460                           | 648.360                           | 646.845                           | 644.970                           | 644.035                           | 636.730                           |
| Afghanistan                                                   | 56.563                            | 75.385                            | 131.454                           | 253.485                           | 251.640                           | 257.110                           | 263.420                           | 271.805                           | 309.820                           | 377.240                           | 419.410                           | 442.020                           |
| Bulgarie                                                      | 93.889                            | 183.263                           | 226.926                           | 263.320                           | 310.415                           | 337.015                           | 360.170                           | 388.700                           | 410.885                           | 429.665                           | 436.860                           | 432.080                           |
| Croatie                                                       | 223.014                           | 263.347                           | 297.895                           | 332.605                           | 367.900                           | 395.665                           | 414.890                           | 426.845                           | 434.610                           | 436.325                           | 434.045                           | 425.810                           |
| Grèce                                                         | 283.684                           | 328.564                           | 339.931                           | 348.475                           | 362.245                           | 363.205                           | 363.650                           | 364.285                           | 362.565                           | 361.270                           | 359.045                           | 353.730                           |
| Kosovo                                                        | 136.937                           | 184.662                           | 208.613                           | 202.905                           | 208.505                           | 218.150                           | 232.075                           | 242.855                           | 262.005                           | 280.850                           | 290.685                           | 313.615                           |
| Russie                                                        |                                   |                                   |                                   |                                   |                                   |                                   |                                   |                                   | 268.620                           | 290.615                           | 308.015                           | 302.315                           |
| Inde                                                          | 53.386                            | 76.093                            | 86.324                            | 97.865                            | 108.965                           | 124.095                           | 143.725                           | 150.840                           | 171.895                           | 210.385                           | 246.125                           | 277.455                           |
| Serbie                                                        | 197.984                           | 220.908                           | 230.427                           | 223.100                           | 225.535                           | 231.230                           | 237.755                           | 228.580                           | 239.630                           | 251.365                           | 259.895                           | 272.690                           |
| Irak                                                          | 82.438                            | 88.731                            | 136.399                           | 227.195                           | 237.365                           | 247.800                           | 255.050                           | 259.500                           | 276.925                           | 284.595                           | 281.340                           | 268.785                           |
| Bosnie-Herzégovine                                            | 153.470                           | 163.519                           | 167.975                           | 172.560                           | 180.950                           | 190.495                           | 203.265                           | 211.335                           | 222.065                           | 233.775                           | 245.270                           | 249.730                           |
| Hongrie                                                       | 110.193                           | 146.846                           | 155.918                           | 163.560                           | 178.010                           | 176.020                           | 177.755                           | 181.645                           | 187.865                           | 193.460                           | 199.005                           | 216.140                           |
| Espagne                                                       |                                   |                                   |                                   |                                   |                                   |                                   |                                   |                                   | 187.865                           | 193.460                           | 199.005                           | 201.810                           |
| Autriche                                                      | 175.926                           | 179.772                           | 181.756                           | 183.625                           | 191.305                           | 187.370                           | 186.725                           | 186.910                           | 186.695                           | 185.755                           | 184.330                           | 181.510                           |
| République populaire de Chine                                 | 86.435                            | 110.284                           | 119.590                           | 129.150                           | 136.460                           | 143.135                           | 149.195                           | 145.610                           | 146.450                           | 149.550                           | 155.955                           | 163.000                           |
| Iran                                                          | 53.920                            | 63.064                            | 72.531                            | 97.710                            | 102.760                           | 114.125                           | 121.835                           | 123.400                           | 129.105                           | 143.555                           | 155.215                           | 161.610                           |
| Macédoine du Nord                                             | 67.147                            | 83.854                            | 95.976                            | 95.570                            | 99.435                            | 106.555                           | 115.210                           | 121.115                           | 132.435                           | 146.380                           | 156.845                           | 158.995                           |
| Pays-Bas                                                      | 137.664                           | 144.741                           | 147.322                           | 149.160                           | 154.630                           | 151.260                           | 151.145                           | 150.530                           | 150.435                           | 150.295                           | 149.770                           | 148.560                           |
| Portugal                                                      | 115.530                           | 130.882                           | 133.929                           | 136.080                           | 146.810                           | 138.890                           | 138.410                           | 138.555                           | 138.730                           | 139.435                           | 140.275                           | 140.185                           |
| France                                                        | 110.938                           | 123.281                           | 126.739                           | 130.915                           | 149.025                           | 140.900                           | 140.290                           | 140.590                           | 140.495                           | 140.320                           | 140.400                           | 138.250                           |
| Vietnam                                                       | 83.830                            | 84.455                            | 87.214                            | 89.965                            | 92.485                            | 96.105                            | 99.725                            | 103.620                           | 110.515                           | 120.535                           | 127.825                           | 137.560                           |
| Albanie                                                       | 10.293                            | 23.938                            | 69.532                            | 51.550                            | 48.705                            | 55.495                            | 65.895                            | 73.905                            | 90.360                            | 108.555                           | 119.795                           | 125.445                           |
| États-Unis                                                    | 101.643                           | 108.845                           | 111.529                           | 114.145                           | 117.730                           | 119.645                           | 121.645                           | 117.450                           | 119.255                           | 121.420                           | 122.475                           | 120.385                           |
| Maroc                                                         | 63.037                            | 67.891                            | 72.129                            | 75.855                            | 75.620                            | 76.200                            | 78.250                            | 79.725                            | 85.805                            | 95.095                            | 99.110                            | 102.925                           |
| Pakistan                                                      | 31.842                            | 46.569                            | 61.720                            | 73.790                            | 73.000                            | 73.975                            | 75.495                            | 75.355                            | 78.355                            | 84.250                            | 91.425                            | 96.920                            |
| Inconnus, imprécis                                            | 43.647                            | 43.384                            | 61.221                            | 77.415                            | 78.620                            | 82.615                            | 87.025                            | 91.375                            | 94.945                            | 97.150                            | 96.260                            | 94.715                            |
| Érythrée                                                      |                                   |                                   |                                   |                                   |                                   |                                   |                                   | 75.735                            | 78.740                            | 81.955                            | 84.010                            | 84.760                            |
| Nigeria                                                       | 19.898                            | 29.071                            | 37.404                            | 50.440                            | 56.420                            | 66.045                            | 73.515                            | 75.495                            | 77.785                            | 83.470                            | 83.765                            | 84.530                            |
| Royaume-Uni                                                   | 98.406                            | 103.756                           | 105.965                           | 107.005                           | 116.465                           | 106.155                           | 93.365                            | 91.375                            | 84.945                            | 84.605                            | 83.885                            | 80.345                            |
| Somalie                                                       |                                   |                                   |                                   |                                   |                                   |                                   |                                   | 47.495                            | 51.570                            | 55.470                            | 60.295                            | 66.215                            |
| Tchéquie                                                      | 38.060                            | 49.985                            | 53.908                            | 56.085                            | 59.975                            | 60.695                            | 61.290                            | 61.965                            | 63.280                            | 64.290                            | 65.665                            | 64.320                            |
| Slovaquie                                                     | 30.241                            | 46.168                            | 50.889                            | 53.440                            | 57.225                            | 58.235                            | 59.760                            | 59.900                            | 62.235                            | 64.235                            | 64.745                            | 62.685                            |
| Thaïlande                                                     | 57.078                            | 58.827                            | 58.784                            | 58.765                            | 58.820                            | 59.130                            | 59.125                            | 59.070                            | 59.200                            | 59.880                            | 60.020                            | 59.705                            |
| Brésil                                                        | 33.865                            | 38.253                            | 38.650                            | 39.705                            | 42.580                            | 46.030                            | 49.280                            | 49.500                            | 50.975                            | 55.710                            | 58.060                            | 58.985                            |
| Tunisie                                                       | 23.610                            | 28.291                            | 30.696                            | 32.900                            | 34.140                            | 35.560                            | 37.230                            | 38.405                            | 42.095                            | 48.295                            | 53.565                            | 58.260                            |
| Lituanie                                                      | 27.751                            | 39.001                            | 43.057                            | 46.745                            | 53.115                            | 56.155                            | 57.990                            | 58.730                            | 58.455                            | 58.360                            | 58.045                            | 56.265                            |
| Égypte                                                        | 12.711                            | 19.786                            | 22.979                            | 26.915                            | 29.600                            | 32.505                            | 35.855                            | 37.430                            | 40.715                            | 47.430                            | 51.690                            | 52.940                            |
| Ghana                                                         | 22.063                            | 26.751                            | 29.590                            | 32.870                            | 33.900                            | 35.305                            | 37.465                            | 39.270                            | 42.070                            | 45.555                            | 48.035                            | 50.455                            |
| Kazakhstan                                                    | 49.499                            | 46.633                            | 46.344                            | 46.540                            | 46.650                            | 46.740                            | 47.250                            | 46.980                            | 47.560                            | 48.655                            | 48.825                            | 48.125                            |
| Liban                                                         | 35.029                            | 35.041                            | 37.160                            | 41.445                            | 41.375                            | 41.000                            | 41.310                            | 41.090                            | 42.280                            | 45.525                            | 47.205                            | 48.045                            |
| Philippines                                                   | 19.370                            | 20.589                            | 21.007                            | 21.895                            | 22.950                            | 24.650                            | 26.925                            | 28.985                            | 32.370                            | 35.930                            | 40.780                            | 45.265                            |
| Moldavie                                                      | 11.872                            | 12.330                            | 14.815                            | 16.945                            | 17.245                            | 20.375                            | 23.995                            | 26.905                            | 36.220                            | 45.345                            | 43.245                            | 41.410                            |
| Corée du Sud                                                  | 24.679                            | 28.463                            | 30.243                            | 32.215                            | 34.420                            | 36.230                            | 38.165                            | 36.325                            | 36.720                            | 38.545                            | 40.070                            | 41.045                            |
| Géorgie                                                       | 13.835                            | 19.142                            | 22.030                            | 24.055                            | 24.685                            | 25.575                            | 27.065                            | 27.315                            | 32.280                            | 44.390                            | 46.505                            | 40.885                            |
| Lettonie                                                      | 18.263                            | 27.752                            | 30.157                            | 32.320                            | 38.290                            | 38.510                            | 39.555                            | 40.480                            | 40.750                            | 41.240                            | 41.590                            | 40.815                            |
| Suisse                                                        | 33.722                            | 39.385                            | 39.780                            | 40.465                            | 40.765                            | 40.150                            | 40.755                            | 41.195                            | 41.690                            | 41.325                            | 41.225                            | 40.640                            |
| Japon                                                         | 31.403                            | 34.388                            | 35.004                            | 35.755                            | 36.600                            | 37.490                            | 38.305                            | 35.565                            | 35.890                            | 37.180                            | 38.705                            | 38.795                            |
| Azerbaïdjan                                                   | 14.393                            | 16.770                            | 18.766                            | 23.635                            | 25.325                            | 26.270                            | 26.980                            | 27.225                            | 27.865                            | 33.460                            | 36.280                            | 37.860                            |
| Cameroun                                                      | 15.346                            | 18.301                            | 19.800                            | 21.610                            | 22.320                            | 24.220                            | 26.255                            | 26.635                            | 27.545                            | 29.950                            | 33.195                            | 36.565                            |
| Colombie                                                      |                                   |                                   |                                   |                                   |                                   |                                   |                                   | 20.705                            | 22.580                            | 26.710                            | 31.995                            | 35.895                            |
| Arménie                                                       | 10.963                            | 16.269                            | 19.222                            | 25.170                            | 26.830                            | 27.275                            | 26.815                            | 26.765                            | 27.090                            | 30.875                            | 32.565                            | 32.815                            |
| Belgique                                                      | 23.125                            | 25.700                            | 26.613                            | 27.395                            | 29.825                            | 29.010                            | 29.280                            | 29.610                            | 30.030                            | 30.275                            | 30.540                            | 30.335                            |
| Indonésie                                                     | 12.260                            | 15.881                            | 16.738                            | 17.705                            | 18.610                            | 19.785                            | 21.270                            | 21.650                            | 22.845                            | 25.105                            | 27.670                            | 29.780                            |
| Apatrides                                                     | 13.445                            | 14.649                            | 18.608                            | 22.365                            | 24.650                            | 25.995                            | 26.390                            | 26.445                            | 27.940                            | 29.455                            | 29.495                            | 28.815                            |
| Monténégro                                                    | 15.212                            | 18.977                            | 22.773                            | 21.065                            | 21.410                            | 22.280                            | 23.435                            | 24.455                            | 25.545                            | 27.040                            | 28.040                            | 28.390                            |
| Biélorussie                                                   | 19.065                            | 20.351                            | 21.151                            | 21.965                            | 22.385                            | 22.980                            | 23.610                            | 24.250                            | 25.775                            | 28.835                            | 30.005                            | 28.365                            |
| Sri Lanka                                                     | 26.218                            | 25.788                            | 25.759                            | 25.865                            | 25.900                            | 25.805                            | 25.945                            | 25.825                            | 25.720                            | 26.260                            | 27.190                            | 27.875                            |
| Suède                                                         | 17.347                            | 18.546                            | 19.305                            | 19.890                            | 23.990                            | 21.965                            | 22.170                            | 22.495                            | 23.015                            | 24.280                            | 26.295                            | 27.830                            |
| Slovénie                                                      | 20.832                            | 25.613                            | 27.222                            | 27.830                            | 29.295                            | 28.740                            | 28.550                            | 28.355                            | 28.175                            | 27.930                            | 27.665                            | 26.940                            |
| Guinée                                                        |                                   |                                   |                                   |                                   |                                   |                                   |                                   | 18.440                            | 18.775                            | 20.385                            | 23.975                            | 26.200                            |
| Algérie                                                       | 13.350                            | 16.388                            | 20.505                            | 21.320                            | 19.845                            | 18.575                            | 18.385                            | 19.160                            | 21.425                            | 24.385                            | 25.045                            | 25.860                            |
| Luxembourg                                                    | 12.708                            | 15.596                            | 16.848                            | 18.150                            | 19.440                            | 20.335                            | 21.305                            | 23.080                            | 23.860                            | 24.535                            | 25.075                            | 25.375                            |
| Mexique                                                       |                                   |                                   |                                   |                                   | 15.815                            | 17.070                            | 18.015                            | 17.755                            | 19.200                            | 21.590                            | 23.205                            | 23.940                            |
| Éthiopie                                                      | 10.228                            | 11.927                            | 14.510                            | 18.425                            | 19.075                            | 19.765                            | 20.195                            | 20.465                            | 20.940                            | 21.865                            | 22.885                            | 23.855                            |
| Irlande                                                       | 10.595                            | 12.431                            | 13.108                            | 13.785                            | 17.560                            | 16.065                            | 16.765                            | 17.405                            | 18.530                            | 19.270                            | 19.810                            | 20.025                            |
| Danemark                                                      | 19.211                            | 20.495                            | 20.828                            | 21.165                            | 24.910                            | 22.215                            | 21.720                            | 21.720                            | 21.550                            | 21.140                            | 20.475                            | 19.375                            |
| Jordanie                                                      | 7.872                             | 9.283                             | 10.041                            | 10.755                            | 11.520                            | 12.080                            | 12.915                            | 13.340                            | 14.365                            | 16.295                            | 17.660                            | 17.995                            |
| Gambie                                                        |                                   |                                   |                                   |                                   |                                   |                                   |                                   | 15.730                            | 16.190                            | 16.585                            | 16.435                            | 16.585                            |
| Libye                                                         |                                   |                                   |                                   |                                   |                                   |                                   |                                   | 14.900                            | 14.550                            | 15.940                            | 16.275                            | 16.060                            |
| Israël                                                        | 10.788                            | 12.177                            | 12.835                            | 13.330                            | 13.795                            | 14.100                            | 14.310                            | 13.890                            | 13.455                            | 13.830                            | 14.305                            | 14.605                            |
| Finlande                                                      | 13.182                            | 14.019                            | 14.580                            | 15.045                            | 17.465                            | 15.655                            | 15.340                            | 14.945                            | 14.770                            | 14.760                            | 14.725                            | 14.305                            |
| Ouzbékistan                                                   |                                   |                                   |                                   |                                   |                                   |                                   |                                   | 9.325                             | 9.905                             | 11.860                            | 12.885                            | 14.230                            |
| Pérou                                                         |                                   |                                   |                                   |                                   |                                   |                                   |                                   | 10.960                            | 11.525                            | 12.435                            | 13.340                            | 13.815                            |
| Australie                                                     | 9.968                             | 11.358                            | 11.295                            | 13.115                            | 13.525                            | 13.875                            | 14.280                            | 13.600                            | 13.290                            | 13.410                            | 13.840                            | 13.780                            |
| Kirghizistan                                                  |                                   |                                   |                                   |                                   |                                   |                                   |                                   | 9.050                             | 9.685                             | 10.960                            | 11.745                            | 12.290                            |
| Chili                                                         | 6.253                             | 6.615                             | 6.976                             | 7.455                             | 7.950                             | 8.415                             | 8.945                             | 9.335                             | 9.865                             | 10.505                            | 11.345                            | 12.090                            |
| République démocratique du Congo                              | 10.253                            | 9.608                             | 9.299                             | 9.005                             | 8.975                             | 8.880                             | 8.775                             | 8.660                             | 8.955                             | 9.735                             | 9.950                             | 10.245                            |
| Afrique du Sud                                                | 4.861                             | 5.120                             | 5.308                             | 5.655                             | 6.090                             | 6.610                             | 7.180                             | 7.485                             | 7.920                             | 8.760                             | 9.545                             | 9.920                             |
| Estonie                                                       | 4.840                             | 6.023                             | 6.286                             | 6.540                             | 7.255                             | 7.130                             | 7.195                             | 7.300                             | 7.215                             | 7.250                             | 7.315                             | 7.355                             |
| Norvège                                                       | 5.279                             | 6.398                             | 6.536                             | 6.685                             | 6.755                             | 6.385                             | 6.600                             | 6.620                             | 6.820                             | 6.955                             | 7.090                             | 7.095                             |
| République dominicaine                                        |                                   |                                   |                                   |                                   |                                   |                                   |                                   | 6.460                             | 6.565                             | 6.580                             | 6.595                             | 6.560                             |
| Angola                                                        |                                   |                                   |                                   |                                   |                                   |                                   |                                   | 5.465                             | 5.465                             | 5.710                             | 6.135                             | 6.665                             |
| Source : statista.com, partenaire du Handelsblatt et Destatis |                                   |                                   |                                   |                                   |                                   |                                   |                                   |                                   |                                   |                                   |                                   |                                   |

|                                    | 2014       | 2018       | 2020       | 2022       | 2023       |
| ---------------------------------- | ---------- | ---------- | ---------- | ---------- | ---------- |
| Population Totale née à l'étranger | 10.465.000 | 13.172.000 | 13.682.000 | 14.166.000 | 15.197.000 |
| Pologne                            | 1.207.000  | 1.664.000  | 1.638.000  | 1.552.000  | 1.578.000  |
| Turquie                            | 1.318.000  | 1.270.000  | 1.339.000  | 1.313.000  | 1.320.000  |
| Russie                             | 963.000    | 1.100.000  | 1.076.000  | 1.017.000  | 1.051.000  |
| Syrie                              | 55.000     | 641.000    | 721.000    | 891.000    | 1.016.000  |
| Kazakhstan                         | 731.000    | 931.000    | 926.000    | 938.000    | 968.000    |
| Roumanie                           | 462.000    | 707.000    | 813.000    | 816.000    | 866.000    |
| Ukraine                            | 211.000    | 267.000    | 264.000    | 253.000    | 521.000    |
| Italie                             | 418.000    | 498.000    | 522.000    | 528.000    | 515.000    |
| Bosnie-Herzégovine                 | 148.000    | 270.000    | 304.000    | 333.000    | 385.000    |
| Afghanistan                        | 91.000     | 186.000    | 233.000    | 276.000    | 337.000    |
| Irak                               | 88.000     | 199.000    | 245.000    | 281.000    | 299.000    |
| Croatie                            | 209.000    | 264.000    | 297.000    | 301.000    | 294.000    |
| Bulgarie                           | 97.000     | 242.000    | 269.000    | 280.000    | 290.000    |
| Grèce                              | 222.000    | 278.000    | 294.000    | 279.000    | 265.000    |
| Serbie                             | 182.000    | 218.000    | 223.000    | 228.000    | 260.000    |
| Iran                               | 100.000    | 162.000    | 187.000    | 223.000    | 244.000    |
| Autriche                           | 188.000    | 203.000    | 207.000    | 211.000    | 206.000    |
| Inde                               | 64.000     | 116.000    | 130.000    | 156.000    | 198.000    |
| Hongrie                            | 135.000    | 198.000    | 200.000    | 183.000    | 186.000    |
| Chine                              | 88.000     | 140.000    | 143.000    | 167.000    | 170.000    |
| Macédoine du Nord                  | 74.000     | 124.000    | 136.000    | 137.000    | 158.000    |
| Espagne                            | 97.000     | 140.000    | 138.000    | 146.000    | 150.000    |
| Maroc                              | 76.000     | 125.000    | 128.000    | 142.000    | 146.000    |
| Pays-Bas                           | 134.000    | 127.000    | 121.000    | 135.000    | 145.000    |
| France                             | 115.000    | 134.000    | 121.000    | 157.000    | 140.000    |
| Vietnam                            | 101.000    | 106.000    | 116.000    | 126.000    | 130.000    |
| Moldavie                           | 25.000     | 53.000     | 84.000     | 105.000    | 122.000    |
| République tchèque                 | 94.000     | 135.000    | 135.000    | 122.000    | 120.000    |
| États-Unis                         | 84.000     | 118.000    | 114.000    | 113.000    | 120.000    |
| Portugal                           | 104.000    | 106.000    | 109.000    | 106.000    | 108.000    |
| Royaume-Uni                        | 95.000     | 102.000    | 112.000    | 102.000    | 106.000    |
| Kirghizistan                       |            |            |            | 82.000     | 91.000     |
| Brésil                             | 39.000     | 63.000     | 68.000     | 80.000     | 90.000     |
| Albanie                            |            | 49.000     | 60.000     | 79.000     | 90.000     |
| Pakistan                           | 47.000     | 68.000     | 80.000     | 83.000     | 89.000     |
| Thaïlande                          | 62.000     | 68.000     | 68.000     | 78.000     | 85.000     |
| Liban                              | 55.000     | 81.000     | 89.000     | 86.000     | 83.000     |
| Érythrée                           |            |            |            | 67.000     | 68.000     |
| Lituanie                           | 33.000     | 51.000     | 51.000     | 56.000     | 65.000     |
| Suisse                             | 35.000     | 71.000     | 54.000     | 59.000     | 63.000     |
| Slovaquie                          | 36.000     | 47.000     | 54.000     | 57.000     | 59.000     |
| Philippines                        | 35.000     | 46.000     | 45.000     | 55.000     | 59.000     |
| Biélorussie                        | 23.000     | 35.000     | 30.000     | 50.000     | 58.000     |
| Tunisie                            |            |            |            | 51.000     | 58.000     |
| Nigeria                            | 23.000     | 41.000     | 43.000     | 59.000     | 56.000     |
| Égypte                             |            |            |            | 43.000     | 50.000     |
| Ouzbékistan                        |            |            |            | 43.000     | 49.000     |
| Lettonie                           | 22.000     | 39.000     | 41.000     | 44.000     | 47.000     |
| Tadjikistan                        |            |            |            | 33.000     | 46.000     |
| Géorgie                            |            |            |            | 40.000     | 44.000     |
| Sri Lanka                          | 38.000     | 45.000     | 38.000     | 42.000     | 44.000     |
| Ghana                              | 23.000     | 35.000     | 35.000     | 41.000     | 43.000     |
| Corée du Sud                       | 27.000     | 32.000     | 38.000     | 38.000     | 42.000     |
| Colombie                           |            |            |            | 39.000     | 41.000     |
| Arménie                            |            |            |            | 36.000     | 39.000     |
| Japon                              |            |            |            | 27.000     | 38.000     |
| Slovénie                           | 27.000     | 35.000     | 37.000     | 36.000     | 35.000     |
| Indonésie                          |            |            |            | 26.000     | 35.000     |
| Cameroun                           |            |            |            | 29.000     | 34.000     |
| Azerbaïdjan                        |            |            |            | 25.000     | 34.000     |
| Mexique                            |            |            |            | 34.000     | 32.000     |
| Somalie                            |            |            |            | 31.000     | 31.000     |
| Belgique                           | 25.000     | 33.000     | 33.000     | 30.000     | 30.000     |
| Israël                             |            |            |            | 21.000     | 30.000     |
| Algérie                            |            |            |            | 27.000     | 30.000     |

Source : https://stats.oecd.org/viewhtml.aspx?datasetcode=MIG&lang=en, le tableau ne contient pas les pays de naissance de moins de 30 000 personnes.
Le tableau suivant reprend l'évolution de certains groupes d'âge de la population étrangère de l'Allemagne.
| Au 31/12 | Étrangers  | Moins de 5 ans | De 5 à 10 ans | De 10 à 15 ans | De 15 à 20 ans | De 20 à 25 ans | De 25 à 35 ans | De 35 à 45 ans | De 45 à 55 ans | De 55 à 65 ans | De 65 à 75 ans | De 75 à 85 ans | De 85 à 95 ans | 95 ans et + |
| -------- | ---------- | -------------- | ------------- | -------------- | -------------- | -------------- | -------------- | -------------- | -------------- | -------------- | -------------- | -------------- | -------------- | ----------- |
| 2012     | 7.213.708  | 146.742        | 177.839       | 269.813        | 391.886        | 562.269        | 1.518.499      | 1.574.111      | 1.095.527      | 764.182        | 508.272        | 170.432        | 31.653         | 2.483       |
| 2013     | 7.633.628  | 175.553        | 194.280       | 250.016        | 404.838        | 608.966        | 1.617.303      | 1.656.829      | 1.181.711      | 776.291        | 537.725        | 191.864        | 34.969         | 3.283       |
| 2014     | 8.152.968  | 217.047        | 224.012       | 243.983        | 429.386        | 663.313        | 1.738.862      | 1.746.237      | 1.276.068      | 794.210        | 563.761        | 213.765        | 38.556         | 3.768       |
| 2015     | 9.107.893  | 294.964        | 293.925       | 286.827        | 493.773        | 787.609        | 1.973.669      | 1.886.345      | 1.390.474      | 827.481        | 588.262        | 237.103        | 42.865         | 4.596       |
| 2016     | 10.039.080 | 405.980        | 375.630       | 342.440        | 549.610        | 893.500        | 2.186.490      | 2.003.890      | 1.500.745      | 867.230        | 604.570        | 256.765        | 46.870         | 5.355       |

### Naturalisations
Depuis le 1er janvier 2000, un nouveau Code de la nationalité est entré en vigueur en Allemagne. Celui-ci est désormais fondé sur le droit du sol et non plus sur le droit du sang, comme c'était le cas pour l'ancien Code de 1913. Concrètement cela signifie que les enfants d'étrangers nés sur le sol allemand sont Allemands de plein droit, sauf si leurs parents s'y opposent.
| Année | Naturalisations en milliers | Année | Naturalisations en milliers |
| ----- | --------------------------- | ----- | --------------------------- |
| 2000  | 186.7                       | 2016  | 110.4                       |
| 2001  | 178.1                       | 2017  | 112.2                       |
| 2002  | 154.5                       | 2018  | 112.3                       |
| 2003  | 140.7                       | 2019  | 128.9                       |
| 2004  | 127.2                       |       |                             |
| 2005  | 117.2                       |       |                             |
| 2006  | 124.6                       |       |                             |
| 2007  | 113.0                       |       |                             |
| 2008  | 94.5                        |       |                             |
| 2009  | 96.1                        |       |                             |
| 2010  | 101.6                       |       |                             |
| 2011  | 106.9                       |       |                             |
| 2012  | 112.3                       |       |                             |
| 2013  | 112.4                       |       |                             |
| 2014  | 108.4                       |       |                             |
| 2015  | 107.2                       |       |                             |

|             | 2015    | 2016    | 2017    | 2020    | 2021    | 2022    | 2023    |
| ----------- | ------- | ------- | ------- | ------- | ------- | ------- | ------- |
| Total       | 110.128 | 112.843 | 115.421 | 111.170 | 129.990 | 166.640 | 199.790 |
| Syrie       | 2.028   | 2.263   | 2.479   | 6.700   | 19.100  | 48.385  | 75.485  |
| Turquie     | 19.707  | 16.280  | 14.973  | 11.630  | 12.235  | 14.260  | 10.735  |
| Irak        | 3.450   | 3.555   | 3.480   | 4.770   | 4.425   | 6.815   | 10.710  |
| Roumanie    | 3.027   | 3.842   | 4.258   | 5.940   | 6.940   | 7.000   | 7.580   |
| Afghanistan | 2.571   | 2.484   | 2.403   | 2.880   | 3.175   | 4.205   | 6.520   |
| Iran        | 2.535   | 2.661   | 2.687   | 3.965   | 4.020   | 4.790   | 6.420   |
| Ukraine     | 4.917   | 4.621   | 3.397   | 2.530   | 2.285   | 6.415   | 6.295   |
| Pologne     | 5.984   | 6.663   | 6.639   | 5.025   | 5.475   | 5.540   | 5.415   |
| Russie      | 4.539   | 4.833   | 4.725   | 3.710   | 5.040   | 4.710   | 4.960   |
| Italie      | 3.408   | 3.585   | 4.241   | 4.065   | 5.025   | 4.495   | 3.990   |
| Apatrides   |         |         |         | 795     | 1.360   | 2.585   | 3.600   |
| Inde        | 1.352   | 1.554   | 1.621   | 2.235   | 2.515   | 2.780   | 3.405   |
| Kazakhstan  | 2.838   | 2.886   | 3.244   | 2.350   | 3.000   | 2.825   | 2.905   |
| Kosovo      | 3.829   | 3.969   | 3.913   | 3.440   | 3.300   | 3.620   | 2.740   |
| Grèce       | 3.058   | 3.444   | 3.423   | 2.645   | 3.210   | 2.970   | 2.585   |
| Maroc       | 2.551   | 2.448   | 2.389   | 2.325   | 2.050   | 2.115   | 2.525   |
| Bulgarie    | 1.662   | 1.720   | 1.760   | 2.055   | 2.270   | 2.145   | 2.325   |
| Pakistan    | 1.392   | 1.474   | 1.187   | 1.965   | 2.175   | 1.980   | 2.295   |
| Hongrie     | 844     | 1.024   | 1.082   | 1.380   | 1.835   | 1.915   | 2.105   |
| Tunisie     | 1.036   | 1.128   | 1.125   | 1.140   | 1.285   | 1.425   | 1.705   |
| Inconnus    |         |         |         | 540     | 760     | 1.170   | 1.555   |
| Croatie     | 3.328   | 2.988   | 2.896   | 1.805   | 1.680   | 1.660   | 1.520   |
| Serbie      | 1.945   | 2.599   | 1.949   | 2.765   | 2.230   | 1.715   | 1.420   |
| Nigeria     |         |         |         | 990     | 1.100   | 1.055   | 1.275   |
| Égypte      |         |         |         | 980     | 1.330   | 1.330   | 1.250   |
| Espagne     | 762     | 928     | 1.121   | 1.195   | 1.620   | 1.585   | 1.235   |
| Brésil      | 1.082   | 1.028   | 1.169   | 1.160   | 1.145   | 1.095   | 1.205   |
| Liban       | 1.485   | 1.524   | 1.296   | 1.130   | 1.050   | 1.045   | 1.135   |
| Thaïlande   |         |         |         |         |         | 980     | 1.015   |

## Droit d'asile
En 2012, l'Allemagne a enregistré 77 240 demandes d'asile, ce chiffre est monté à 126 705 en 2013. En 2014, ce nombre a pratiquement doublé, la République Fédérale est d'ailleurs devenu le pays qui a accueilli le plus de réfugiés au monde, la Syrie, l'Afghanistan et l'Irak sont les trois principaux pays d'où proviennent les réfugiés. Les autorités ont assoupli l'accès au marché du travail pour les réfugiés, durant l'année 2014, ce délai est passé de 4 ans à 15 mois dans un premier temps, puis à 3 mois en novembre de la même année,.
En 2015, l'Allemagne a enregistré 1 090 000 demandes d'asile.
En août 2015, les autorités ont décidé de ne plus renvoyer les demandeurs d'asile syriens aux frontières de leur pays d'entrée dans l'UE. En outre, 100 % des réfugiés syriens obtiennent le droit d'asile après leur demande dans le pays, même si un dossier sur dix n'est pas traité,.
Les demandes d'asile en Allemagne depuis 1991,
| Année | Nombre de demandes d'asile | Année | Nombre de demandes d'asile |
| ----- | -------------------------- | ----- | -------------------------- |
| 1991  | 256 112                    | 2010  | 41 332                     |
| 1992  | 438 191                    | 2011  | 45 741                     |
| 1993  | 322 599                    | 2012  | 64 539                     |
| 1994  | 127 210                    | 2013  | 109 580                    |
| 1995  | 127 937                    | 2014  | 173 072                    |
| 1996  | 116 367                    | 2015  | 441 889                    |
| 1997  | 104 353                    | 2016  | 722 370                    |
| 1998  | 98 644                     | 2017  | 198 317                    |
| 1999  | 95 113                     | 2018  | 161 931                    |
| 2000  | 78 564                     | 2019  | 142 509                    |
| 2001  | 88 287                     |       |                            |
| 2002  | 71 127                     |       |                            |
| 2003  | 50 563                     |       |                            |
| 2004  | 35 604                     |       |                            |
| 2005  | 28 914                     |       |                            |
| 2006  | 21 029                     |       |                            |
| 2007  | 19 164                     |       |                            |
| 2008  | 22 085                     |       |                            |
| 2009  | 27 649                     |       |                            |

Le nombre important de demandes d'asile du début jusqu'au milieu des années 1990 correspond aux guerres de Yougoslavie. Cet afflux était intervenu pendant le processus de réunification. En 2015, les conflits armés, notamment en Syrie, expliquent ce nouveau pic. Il faut noter que ce chiffre ne tient pas compte du nombre total de réfugiés arrivés dans le pays, le BAMF chargé de prendre en compte ces demandes a pris du retard dans l'enregistrement officiel, une grande partie des réfugiés arrivés au cours de l'année n'ont pas pu encore être officiellement enregistrés.
Dans une étude réalisée par le BAMF, 90 % des réfugiés souhaitaient avoir un emploi, les femmes semblent avoir plus de difficultés dans les démarches. 80 % des réfugiés souhaitaient obtenir dans le futur la nationalité allemande.

### Demandeurs d'asile déboutés et suite
Selon les données fournies par le gouvernement fédéral à la date de référence du 30 octobre 2019, au total, 28 283 demandeurs d'asile arrivés depuis 2012 qui ont ensuite été expulsés ou ont émigré, sont de retour en Allemagne - et ont présenté au moins une autre demande. Pour la majorité d'entre eux, à savoir 22 050, il s'agit « seulement » de la deuxième tentative. 4 916 ont déposé leur troisième demande. Et pour 1 023 demandeurs d'asile, il s'agit déjà de la quatrième tentative. Certains demandeurs d'asile vivant en Allemagne, à savoir 294, ont même fait au moins cinq tentatives. Les personnes qui partent volontairement après la menace d'expulsion ne reçoivent généralement pas d'interdiction d'entrée du territoire.

## Allemands d'origine étrangère dans la vie politique
À la fin de 2009, le pays dénombrait 5,6 millions d'électeurs allemands ayant des origines étrangères, soit 9 % de l'électorat, les électeurs d'origine turque représentaient environ 500 000 personnes. 760 000 électeurs avaient des origines polonaises, 442 000 kazakhes, et 313 000 roumaines. Selon une étude de 2011, le taux de participation des électeurs d'origine étrangère est inférieur de 10 % à celui des autres citoyens. Les personnes d'origine d'Europe du Sud et de Yougoslavie venus dans les années 1950 et 1960 votent en majorité pour le parti social démocrate (SPD). Les Allemands issus des anciennes républiques soviétiques sont davantage attirés par la droite traditionnelle (CDU/CSU). Pour la deuxième génération, c'est-à-dire leurs enfants, ces derniers voteraient à 18 % pour le parti écologiste et 40 % pour le SPD ou la CDU/CSU. Aux législatives de 2013, 34 députés sur 630 avaient des origines étrangères.

## Étrangers ou Allemands d'origine étrangère dans la vie économique et sociale
En 2013, sur près de 900 000 créateurs d'entreprises, 186 000 étaient des étrangers ou des Allemands ayant obtenu récemment la nationalité allemande. 21 % des immigrés étaient des créateurs d'entreprises contre 18 % pour le reste de la population allemande. Entre 2008 et 2013, quatre migrants sur dix employés du personnel dans leur entreprise. Nombres de chefs d'entreprise d'origine étrangère travaille dans le commerce, un secteur qui pèse dans une création sur quatre. Environ un chef d'entreprise immigré sur deux est originaire de l'Union européenne, un sur cinq de Turquie, et un sur dix de Russie. En 2014, le prix Phönix qui se déroule à Munich et récompense les créateurs d'entreprise immigrés a vu des lauréats majoritairement bosniaque, japonais, néo zélandais, slovaques, et tchèques.
Les infractions et délits sont plus présents chez les personnes d'origine étrangères, que chez les Allemands dit « de souche ». Un rapport de la police de 2006 montre que 82,3 % des récidivistes sont issus de l'immigration, en majorité des Turcs, Libanais et Palestiniens. Selon une étude, 1 jeune sur 3 issu de l'immigration aura un jour à faire à la police contre 1 jeune sur 8 pour le reste de la population allemande.

### Statistiques de 2013
| Catégorie population / Critères sociaux économiques | Taux de chômage | Emploi Précaire | Sans aucun diplôme scolaire | Niveau Bac | Exposition à la pauvreté | Âge moyen |
| personnes non issus de l'immigration                | 5,8 %           | 6,8 %           | 1,7 %                       | 17 %       | 13,4 %                   | 46 ans    |
| personnes issues de l'immigration                   | 11,5 %          | 11,3 %          | 11,36 %                     | 16,9 %     | 27,3 %                   | 35 ans    |

### Éducation et intégration
Selon deux rapports, un de 2010 et un autre de 357 pages initié notamment par le Ministère Fédéral à la Formation et à la Recherche en 2014, la réussite économique et sociale est contrastée suivant l'origine géographique et culturelle des migrants. Les 2/3 des Polonais possèdent une qualification professionnelle ou supérieure. Les Turcs sont quant à eux moins bien lotis avec 41 % seulement qui possèdent une qualification professionnelle, et 20 % d'entre eux parlent encore un allemand approximatif ; 70 % des femmes d'origine turque n'ont appris aucune profession et sont encore femme au foyer. À la différence des autres groupes étudiés de migrants comme les Italiens et les migrants de l'ancienne Yougoslavie qui privilégient le fait de vivre dans les quartiers où vivent surtout des Allemands, les migrants d'origine turque ont beaucoup tendance à vivre entre eux, à regarder la télévision turque et à lire des journaux de leur pays d'origine. Un autre facteur complique l'intégration: les hommes qui ont grandi en Allemagne se marient souvent à de jeunes femmes de leur région d'origine en Turquie. Dans ces familles, on parle habituellement turc. Ainsi, les problèmes linguistiques ne disparaissent pas avec le temps, mais sont transmis aux autres générations. Pour le leader vert d'origine turque Cem Özdemir, l'étude confirme le déficit bien connu d'intégration des Turcs. Même s'il existe une amélioration du niveau éducatif entre les générations, « la proportion des personnes sans ou à faible niveau d'éducation, cependant, est encore beaucoup trop élevée. »
Le rapport de 2014 indique qu'un tiers des jeunes adultes issus de l'immigration n'a pas de diplôme professionnel. Parmi les 30 à 35 ans, les migrants sont ainsi trois fois plus susceptibles de ne pas posséder de qualification professionnelle en comparaison des Allemands de même âge. En particulier les enfants issus de familles turques échouent : plus d'une personne sur deux âgées entre 30 et 34 ans ayant des racines turques n'a aucun diplôme. Le rapport tire la conclusion que les migrants d'origines européenne et asiatique ont de bien meilleurs résultats que d'autres groupes de migrants venus par exemple de Turquie ou du Moyen-Orient.

## Spécificité migratoire et histoire par pays d'origine

### Immigration italienne
Entre 1964 et 1996, 3 070 000 Italiens émigreront en Allemagne, mais très peu de ressortissants resteront durablement dans le pays, en effet sur la même période 2 820 000 repartiront. Néanmoins, au fil des années, les migrations vont s'inscrire davantage dans une optique de rester dans le pays d'accueil. En 1982, les Italiens venus s'installer en RFA le faisaient à 55 % pour une durée supérieure à 10 ans. Si, en 1979, 45 % de ceux qui avaient quitté leur pays voulaient y retourner, ils n'étaient que 8 % en 1989. L'insertion scolaire des enfants italiens s'est considérablement améliorée au fil des années : si, en 1979, 50 % d'entre eux quittaient l'école sans diplôme, ils n'étaient que 10 % dans ce cas en 1989. La communauté italienne est présente en majorité dans les lands du Württemberg, de Bavière, de Sarre, de Hesse et de Nord Westphalie. Dans la Ruhr, leur nombre est très faible du fait de la crise économique minière qui fit chuter le nombre de travailleurs dans ce secteur, en revanche, ils occupent beaucoup la branche de la gastronomie en tant que travailleurs autonomes. En 2014, l'Italie était le quatrième pays d'où provenait les migrants, derrière la Pologne, la Syrie et la Roumanie.

### Immigration turque
Les Turcs constituent la plus importante communauté d'origine immigrée d'Allemagne. Dans une étude de 2013, 90 % des Allemands d'origine turque se sentent chez eux. Les personnes des deuxième et troisième générations semblent mieux intégrées et ont une meilleure maîtrise de l'allemand, même si de nombreux problèmes subsistent. 60 000 chefs d'entreprise et commerçants turcs emploient 360 000 salariés, dont 1/3 sont des Allemands. À la fin des années 2000, une personne d'origine turque sur trois avait adopté la nationalité allemande. La TGD (Türkische Gemeinde in Deutschland) est une fédération créée en 1995 qui a son siège à Berlin dans le quartier de Kreuzberg, pour favoriser l'intégration des personnes d'origine turque sur le territoire allemand ; elle agit dans le domaine éducatif comme professionnel.

### Immigration polonaise
Après les États-Unis, l'Allemagne est le pays au monde qui possède le plus grand nombre de personnes d'origine polonaise. L'immigration polonaise contribue au développement économique du pays. Ayant une réputation de travailleurs, les Polonais n'occupent pas que des postes d'ouvrier en Allemagne, beaucoup sont aussi présents dans le domaine des hautes technologies, de la science et de la médecine. Bien que déjà présent dans les années 1970, la chute du mur de Berlin et la réunification allemande ainsi que l'entrée de la Pologne dans l'Union européenne puis en dernier lieu l'ouverture totale du marché du travail allemand en 2011 ont rendu l'immigration des Polonais de plus en plus facile.

### Immigration grecque
À ce jour, il y a eu trois vagues d'immigration grecque en Allemagne. La première a eu lieu en 1960, des dizaines de milliers de citoyens helléniques répondant à l'appel du patronat ouest allemand en manque de main d'œuvre. De 1967 à 1974 une seconde vague est due à la dictature des colonels qui pousse des intellectuels notamment, à fuir leur patrie pour se réfugier en RFA. La troisième vague apparaît en 2010, contre le chômage et la précarité, l'Allemagne est de nouveau sollicité par des milliers de Grecs en quête d'un meilleur avenir. 88 % des immigrés grecs arrivant sur le sol allemand durant la décennie 2010 avait un diplôme universitaire.

### Immigrations africaines
Les migrations africaines en provenance d’Afrique subsaharienne vers l'Allemagne sont moins nombreuses que pour d'autres régions géographiques. Néanmoins, on observe une accélération des flux depuis les années 1990, surtout en provenance du Cameroun. Les Ghanéens et les Nigérians forment les deux premières communautés sur le territoire allemand. Les Camerounais se situent au troisième rang, par rapport à 1991 le nombre de ressortissants camerounais a sextuplé. Les migrants camerounais qui arrivent en Allemagne sont plutôt jeunes et ont un niveau d'éducation et de diplôme plutôt élevé[réf. nécessaire]. Environ 1000 camerounais s'inscrivent chaque année dans le pays pour suivre une formation dans un établissement, ils forment le plus grand nombre de diplômés originaires d’Afrique subsaharienne. De plus en plus de Camerounais privilégient l'Allemagne malgré la barrière de la langue, car il est plus facile d'obtenir un visa et les études sont plus aisément finançables. Une amitié transnationale s'est également tissée entre les deux pays, des liens de parenté avec des membres déjà présents sur le sol allemand et plusieurs exemples de réussite de migrants camerounais dans le pays sont des arguments qui influencent ce choix. En 2006, 2/5 des ressortissants enregistrés étaient des femmes.

### Immigration française
Bien que leur diaspora est numériquement assez faible, les Français sont depuis quelques années de plus en plus nombreux à se rendre de l'autre côté de la frontière franco-allemande, Berlin est la ville qui est privilégiée, environ 40 000 Français vivaient en 2015 dans la capitale, leur nombre progresse de 10 % chaque année dans cette ville.

## Criminalité
En 2018, le Wall Street Journal a analysé les statistiques criminelles allemandes relatives aux suspects et a constaté que les étrangers représentant au total 12,8 % de la population, constituaient un pourcentage disproportionnée des suspects (34,7%).
En Allemagne, les autorités fédérales n'ont généralement pas réussi à opposer une résistance suffisante aux gangs criminels organisés ethniquement (Clankriminalität), la peur de la stigmatisation et de la discrimination des minorités prévalant. Tous les gangs ethniques criminels sont traités collectivement comme du crime organisé.
Les activités rentables des clans arabes ont été notées par d'autres minorités et les Tchétchènes, les Albanais et les Kosovars ont créé des gangs similaires. La structure basée sur le clan présente des avantages dans la société allemande individualisée où les gens veulent vivre en paix sous la protection de l'État. Par ailleurs, les clans ne reconnaissent pas l'État de droit et jugent incompréhensible que la police et les tribunaux protègent les personnes. Une société moderne ne fonctionne que lorsque les gens suivent volontairement ses règles, tandis que les membres du clan se considèrent eux-mêmes membres de la famille plutôt que citoyens d'un pays. En tant que tels, ils considèrent que toutes les personnes qui respectent les lois et les règles sont faibles et sans protection.
Selon les statistiques de la police sur la criminalité (PKS) publiées en 2019, les Allemands sont beaucoup plus susceptibles d'être victimes d'un crime commis par un immigrant que l'inverse. En 2018, 102 000 personnes ont été victimes de crimes impliquant au moins un immigrant, soit une augmentation de 7 % par rapport à 2017, ce qui signifie qu'environ une victime sur dix, pour laquelle un suspect pouvait être identifié, a été attribué à la catégorie des auteurs « immigrés ». Ces statistiques portent exclusivement sur les infractions pénales contre la vie (meurtre et homicides), l'autodétermination sexuelle, la liberté individuelle et les infractions de vol qualifié (notamment de voies de fait et de vol qualifié) -. Elles montrent également que les réfugiés et demandeurs d'asile sont principalement les victimes d'autres étrangers. Ainsi, en 2018, sur 47 042 réfugiés et demandeurs d'asile enregistrés comme victimes (dont 81 % pour des infractions ayant causé des blessures corporelles), 38 587 d'entre eux ont été les victimes de suspects étrangers (« nicht deutschen »).
En 2024, la Süddeutsche Zeitung relève que, depuis plusieurs années, la proportion de suspects étrangers dans les crimes est environ deux fois plus élevée que la proportion d'étrangers dans la population du pays. Avec une part de population de 15,6 % en 2022, la proportion de suspects étrangers était de 32,8 % - sans compter les délits relevant du droit de l'immigration. Les suspects étrangers sont les plus représentés dans les vols à la tire, soit 80,1 %. Selon le quotidien allemand, la réalité serait encore loin de celle de la banlieue parisienne. Pour ce qui concerne, la Rhénanie-du-Nord-Westphalie, ce sont surtout les enfants et les jeunes non allemands, ainsi que les ressortissants des États du Maghreb, qui sont nettement plus susceptibles de commettre des délits, le ministre de l'Intérieur du Land, Herbert Reul (CDU), pointant du doigt l'augmentation rapide de la criminalité des étrangers. Un bon tiers des 484 642 suspects identifiés en 2023 n'avaient pas de passeport allemand. 40,6 % des crimes violents sont commis par des suspects étrangers. Les ressortissants turcs et syriens arrivent en tête de liste des migrants criminels. A contrario, les réfugiés ukrainiens qui sont pour la plupart des femmes avec enfants apparaissent nettement moins souvent dans les statistiques de la criminalité ». Les autorités de Rhénanie-du-Nord-Westphalie s'inquiètent d'une augmentation massive du nombre de suspects en provenance des États du Maghreb : il y a eu une augmentation de 16,3 pour cent (566 suspects) parmi les citoyens marocains. Une situation similaire se dessine parmi les délinquants tunisiens. En un an, les chiffres ont augmenté de 40,3 pour cent (377 suspects).
En avril 2024, constatant que la proportion des mis en cause étrangers dans les infractions a augmenté de 17,8 % à environ 923 000, la ministre sociale-démocrate de l’Intérieur Nancy Faeser  préconise des expulsions plus conséquentes des étrangers auteurs d’infractions et leur accélération.

### Prisons
En 2019, tous les Länder signalent une augmentation parfois très forte du nombre de prisonniers étrangers  et apatrides dans les prisons au cours des 3 à 5 années précédentes.
| Land \ An          | 2012 | - | 2016 | - | 2019  |
| ------------------ | ---- | - | ---- | - | ----- |
| Bade-Wurtemberg    |      | - | 44%  | - | 48%   |
| Bavière            | 31%  | - |      | - | 45%   |
| Berlin             |      | - | 43%  | - | 51%   |
| Bremen             |      | - | 35%  | - | 41%   |
| Hamburg            |      | - | 55%  | - | 61%   |
| Hesse              |      | - | 44%  | - | 44.6% |
| Basse-Saxe         |      | - | 29%  | - | 33%   |
| Rhénanie-Palatinat |      | - | 26%  | - | 30%   |
| Sarre              |      | - | 24%  | - | 27%   |
| Schleswig-Holstein |      | - | 28%  | - | 34%   |

## Débats et controverses
Dans la soirée du 31 décembre 2015 au 1er janvier 2016, des agressions sexuelles ont été commises à Cologne, d'après des témoins, il s'agirait de personnes de type nord africaine, certains suspects semble être des réfugiés arrivés récemment en Allemagne. Si une partie de la classe politique allemande fait le lien entre ces crimes et la politique d'accueil envers les réfugiés, la police allemande n'établit cependant pas de lien direct même si des demandeurs d'asile sont impliqués dans ces faits.
Après ces évènements, le gouvernement décide de renforcer sa législation pour les crimes commis par les étrangers. Une peine même avec sursis prononcée envers un étranger pour un délit pourra désormais faire valoir une expulsion du territoire.
L'essayiste, anthropologue, et démographe français Emmanuel Todd analyse la politique migratoire de l'Allemagne comme une stratégie politique pour garder un poids et une domination sur le continent européen. Dans une interview accordée au magazine Marianne en janvier 2015, il affirme : « À long terme, la situation démographique de l’Allemagne est catastrophique et une domination éternelle est inconcevable. Mais quand on se limite à cette interprétation, on fait du « démographisme », on déduit quelque chose de trop simple de la très basse fécondité allemande. La population allemande aurait dû diminuer depuis vingt ans. Ce n’est pas le cas. Ce que l’on ne veut pas voir c’est que l’Allemagne est le premier pays d’immigration européen. »

## Mouvements politiques contre l'immigration
L'Alternative pour l'Allemagne (AfD), est un parti politique opposé à l'immigration, créé en 2013, il connaît un une forte croissance de son électorat depuis la « crise des réfugiés ».
En février 2025, les communes allemandes et les élus locaux demandent un plafonnement de l'immigration au niveau fédéral.